# Desastre del Prestige
El desastre del Prestige fue un derrame de petróleo en Galicia provocado por el hundimiento del buque petrolero Prestige en 2002. El accidente afectó a 2000 kilómetros de costa española, francesa y portuguesa.
El miércoles 13 de noviembre de 2002, el petrolero monocasco Prestige se accidentó en una tormenta mientras transitaba cargado con 77 000 toneladas de fuel pesado frente a la Costa de la Muerte, en el noroeste de España. Tras varios días de maniobra para su alejamiento de la costa gallega, se acabó hundiendo a unos 250 km de la misma. El vertido de la carga causó una de las catástrofes medioambientales más grandes de la historia de la navegación, tanto por la cantidad de contaminantes liberados como por la extensión del área afectada, una zona comprendida desde el norte de Portugal hasta las Landas de Francia. El episodio tuvo una especial incidencia en Galicia, donde causó además una crisis política y una importante controversia en la opinión pública.
El derrame de petróleo del Prestige se consideró en su momento el tercer accidente más costoso de la historia, pues la limpieza del vertido y el sellado del buque tuvieron un coste de 12 000 millones de dólares según algunas fuentes, el doble que la explosión del Challenger pero por detrás de la desintegración del Columbia y el accidente nuclear de Chernóbil. No obstante, esta información viene dada de fuentes antiguas sin actualizar, que no tienen en cuenta los incidentes acontecidos en los últimos años, como el Accidente nuclear de Fukushima I o el hundimiento de la plataforma petrolífera Deepwater Horizon.

## El barco Prestige

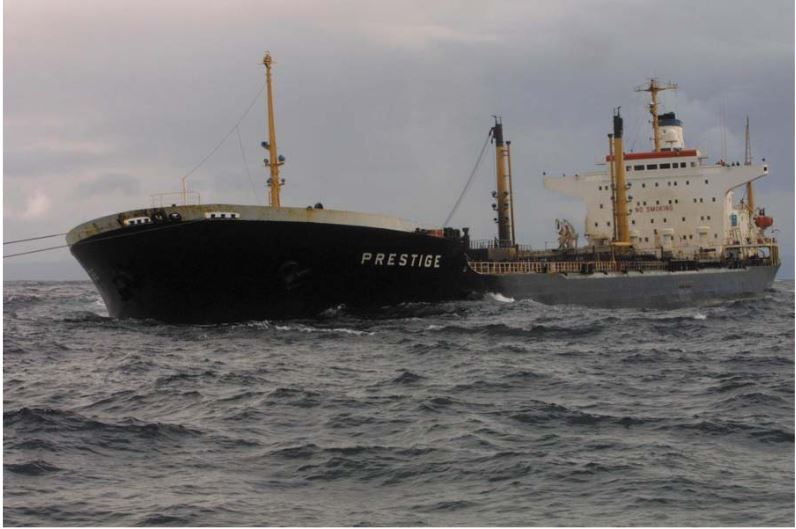
El petrolero Prestige durante el hundimiento.

El Prestige —anteriormente llamado Gladys— era un petrolero monocasco de clase Aframax —de 80 000 a 115 000 toneladas de carga— de registro griego que navegaba con bandera de las Bahamas. El propietario del barco era la compañía Mare Shipping de Liberia; lo explotaba la naviera griega Universe Maritime y la carga era propiedad de la compañía petrolera rusa Crown Resources, con sede en Suiza. El buque tenía 243,5 m de eslora, 34,4 m de manga, 18,7 m de puntal y 14 m de calado a plena carga. Fue construido por Hitachi Shipbuilding Engineering, en Maizuru (Japón) y botado al mar el 1 de marzo de 1976. Estaba registrado por la sociedad de clasificación estadounidense American Bureau of Shipping (ABS) y asegurado por The London Steamship Owner’s Mutual Insurance Association del Reino Unido. 

### La carga
La capacidad de carga del buque era de 81 589 toneladas: el barco transportaba 76 972,95 toneladas de fuelóleo de alta densidad y viscosidad tipo M-100, cargado en San Petersburgo (Rusia) y en Ventspils (Letonia), con probable destino a Singapur ; aunque en el cuaderno de bitácora el destino no figuraba y por radio informó de que su destino era Gibraltar a la espera de órdenes.
La tripulación estaba formada por 27 personas, 7 oficiales y 20 tripulantes, 19 filipinos y un rumano. El capitán, Apostolos Mangouras, era un marino griego de 67 años de edad y una experiencia de 44 años navegando, 30 de ellos como capitán.
El barco partió de Fujaira (Emiratos Árabes Unidos) el 23 de mayo, repostó en Gibraltar a primeros de junio y llegó a San Petersburgo a finales de ese mes. Allí permaneció atracado hasta el 30 de octubre, día en el que terminó de cargar el fuelóleo y se hizo a la mar. Dos días después completó su carga en Letonia y comenzó su viaje de vuelta hacia Gibraltar, donde debían esperar para recibir su destino definitivo.
| Popa | 5B | 4B | 4B | 3B | 2BPp | 2BPr | 1B | Proa |
| Popa | 4C | 4C | 4C | 3C | 2C   | 2C   | 1C | Proa |
| Popa | 5E | 4E | 4E | 3E | 2EPp | 2EPr | 1E | Proa |
|      |    |    |    |    |      |      |    |      |

| En amarillo, los tanques con pérdida inicial de carga, 16 884 toneladas. En naranja, los tanques con 60 089 toneladas, el resto de la carga.     |                                         |
| Tanques de carga de Babor: 5B, 4B, 3B, 2BPp, 2BPr, 1B Tanques Centrales de carga: 4C, 3C, 2C, 1C Tanques de Estribor: 5E, 4E, 3E, 2EPp, 2EPr, 1E | B, Babor Pr, Proa; Pp, Popa E, Estribor |

## Causa del accidente
Se especuló con la posibilidad, nunca demostrada, de que la grieta en el casco del Prestige fuese provocada por el choque con un contenedor o un tronco a la deriva. Se sabe que horas antes, tres barcos que navegaban por la misma zona transportando contenedores, troncos de madera y tubos de 1 metro de diámetro, perdieron parte de sus cargas. Un barco perdió ese mismo día 13 de noviembre unos 200 troncos de 17 m de largo por 30-50 cm de diámetro. Muchos de ellos aparecieron en la costa los días siguientes y consta en las transcripciones de las cintas grabadas entre los equipos de salvamento, pues en la madrugada del día siguiente al aviso de emergencia se ordena a la embarcación Salvamar Atlántico que abandone la búsqueda de troncos en alta mar y acuda a combatir un vertido de fuel que amenazaba con entrar en la ría de Muros. El Salvamar dejó los troncos recogidos en Puerto del Son y fue a cumplir la orden.
El capitán Mangouras declararía al juez, tras ser detenido, que «La fisura en el costado de estribor se produjo por un golpe externo, a causa de un contenedor o del oleaje».
Sin embargo, la tesis más aceptada es que la rotura del casco se debió a la fatiga de los materiales ante los embates del mar, lo que provocó una grieta en el costado de estribor que afectó los tanques de carga. Esta grieta, que en un primer momento se estimó de unos 15 metros, fue ampliándose hasta alcanzar los 35 metros los días siguientes. Otra posible explicación es el desprendimiento de una plancha del casco del buque, al cual le habrían seguido otros desprendimientos según avanzaban los días.
El barco, de 26 años de antigüedad, se encontraba en muy mal estado y fue reparado en 2001 en Cantón (China); en esta reparación fueron reforzadas las paredes de los tanques de lastre 2 y 3 de estribor por presentar corrosión y deformaciones.En 1999 el buque fue sancionado en Nueva York y Róterdam por distintos errores de seguridad graves, y la Asociación Española de Operadores de Productos Petrolíferos lo tenía vetado. A pesar de eso hay que decir que el barco había pasado todas las inspecciones que se le habían hecho y que tenía todos los papeles en regla.
La mencionada reparación en China, que sirvió de base para una acusación frustrada a la empresa certificadora ABS, parece estar muy ligada al accidente. En mayo de 2001 se realizó una inspección que reveló la corrosión que sufrían los mamparos de los tanques de fuel, de un grado tal que precisaban a sustitución de al menos 1000 toneladas de acero. Los propietarios del Prestige consiguieron rebajar esta cifra a 600 toneladas, y la propia ABS rebajó el arreglo a 362 toneladas de acero. Pero la realidad es que solo se sustituyeron 282 toneladas, según las actas del astillero chino. Posteriormente, en mayo de 2002 el barco fue revisado de nuevo en Dubái, pero esa inspección no comprobó el estado de la corrosión de los mamparos de los tanques 2 y 3 de lastre.
Según declaró en 2008 en su juicio Georgios Aleivizos, director técnico de la armadora griega Universe Maritime, el barco estaba desde hacía meses realizando labores de transporte no estuario desde San Petersburgo y no había pasado las pertinentes revisiones porque su destino era ser desguazado: «No te preocupes por el Prestige, morirá en San Petersburgo», declaró que le dijo Michail Marguetis, su superior. No obstante, se le asignó un último encargo para transportar fuel a Singapur, para lo que se contrató al capitán Efstrapios A. Kostazos, pero este denunció en varias ocasiones el pésimo estado del barco al armador y a la aseguradora, por lo que renunció a realizar el viaje. Se decidió entonces contratar al capitán Mangouras, quien se hizo cargo del barco en septiembre de 2002.
En opinión de Alevizos, el armador griego, la causa del accidente pudo ser el desprendimiento de un mamparo longitudinal del tanque de lastre de estribor, y no un agente externo como un objeto flotante.

## El hundimiento

Recorrido del Prestige hasta su hundimiento.

### Miércoles, 13 de noviembre de 2002
A las 15:10 horas del 13 de noviembre de 2002 el capitán oyó un fuerte golpe —según declaró ante el juez—, «como una explosión», y notó como el barco comenzaba a escorar rápidamente, entre 25 y 40° al cabo de diez minutos, a la vez que observó la salida de fuel por las escotillas de cubierta. Una vía de agua afectó a dos tanques de lastre de estribor. Al temer que el barco se hundiera, solicitó a las 15:15 horas ayuda a los servicios de rescate españoles para poder refugiarse en un puerto. En esos momentos, las condiciones meteorológicas imperantes eran de un fuerte temporal, con vientos entre 63 y 74 km/h —con rachas de 90 km/h— y olas de 6—8 metros de altura. El barco se encontraba a 42°54′ N de latitud norte y 9°54′ O de longitud oeste, a unas 28 millas (unos 50 km) del cabo Finisterre.
Cuando el Centro de Salvamento de Finisterre recibió el mensaje de Mayday del barco, se puso en marcha el operativo de rescate: se dio la alerta al helicóptero Helimer Galicia, del Ministerio de Fomento, y al Pesca I del Servicio de Gardacostas de Galicia, con el objetivo de evacuar a la tripulación. Salvamento de Finisterre ordenó que también partiese el remolcador Ría de Vigo, fletado por Salvamento Marítimo en aquel momento.

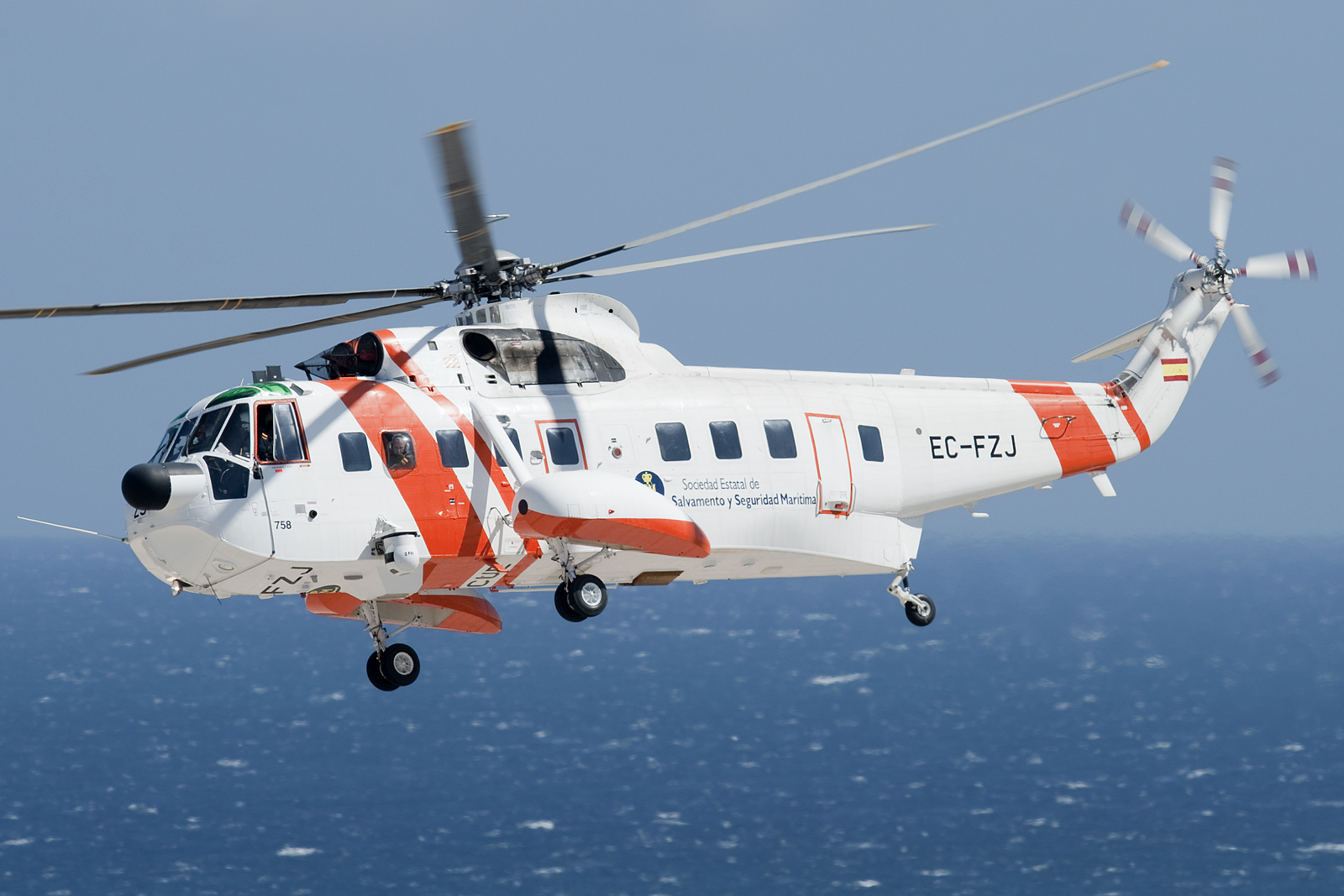
Helicóptero Sikorsky S-61 de la Salvamento Marítimo como el que realizó las tareas de rescate de la tripulación, con capacidad para más de 30 personas.

Poco después de las seis de la tarde, 24 tripulantes se encontraban a salvo a bordo de los helicópteros, y fueron trasladados a Vigo y La Coruña. Solo permanecieron en el barco el capitán, el primer oficial y el jefe de máquinas. En ese momento, el capitán decidió llenar los tanques de lastre de babor para equilibrar el peso y consiguió corregir la escora a 8°, pero esta solución somete al barco a esfuerzos fuertes y debilita la estructura.
A las 18:30 horas el remolcador Ría de Vigo llega junto al Prestige, pero pasan unas horas sin que se inicien los trabajos de salvamento del barco. Según la prensa internacional el valor de un buque de esas características era de unos 22 millones de dólares, aunque un barco de 26 años como el Prestige estaría valorado en unos 4—5 millones de dólares, y la carga podría costar unos 10 millones de dólares, lo que implica una recompensa millonaria para quien realice el rescate. Por este motivo, el capitán decide atrasar el remolcado hasta recibir instrucciones de los armadores de Atenas. Al final el acuerdo alcanzado establecía el pago del 30 % el valor del buque y de la carga si el rescate tenía éxito, pero se cubrirían los gastos si el barco se hundía. Hasta que se alcanza el acuerdo, las 21.02 horas, el capitán no admite ser remolcado.
El problema fue que el fuerte oleaje dificultaba considerablemente la operación de rescate y no era posible enganchar y mantener los cables de los remolcadores, tanto los del Ría de Vigo como otros barcos de rescate más pequeños que habían llegado para ayudar en las tareas de rescate, el Charuca Silveira, el Ibaizabal I y el Sertosa 32. Además, la ausencia de tripulación en el barco, pues habían sido evacuados esa tarde, obligaba al personal de rescate a subir al Prestige a enganchar los amarres con los que remolcar el buque, por lo que a las 2:21 de la madrugada dos tripulantes del Ibaizabal fueron depositados en el buque. Mientras tanto, el barco seguía perdiendo fuel, que llegó esa madrugada a Mugía.

### Jueves, 14 de noviembre

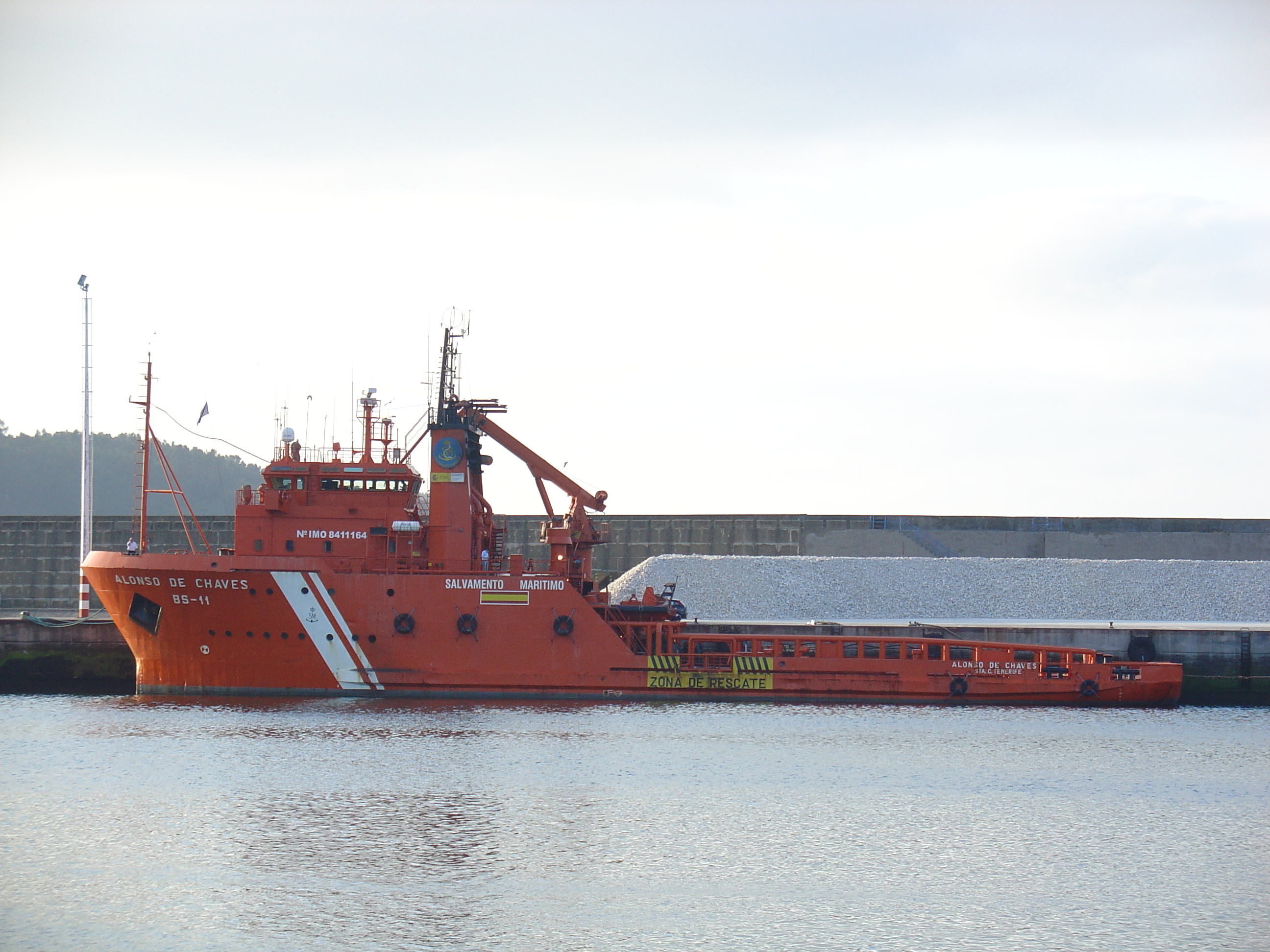
El Alonso de Chaves, uno de los dos remolcadores que intervinieron en el rescate.

El día 14 amaneció con el barco a 4 millas de la costa y no es hasta las 8:50 cuando se fijan dos amarres del Charuca Silveira, que consiguió sujetar firmemente al Prestige en su posición, pero sin iniciar las tareas de remolcado. Una hora después el Sertosa 32 consiguió también fijar sus remolques, pero por poco rompe los amarres del primero.
El accidente, y la previsible catástrofe ecológica, ya estaban en la mesa del gobierno regional y el estatal, sin que ninguno de los dos supiese qué hacer con el barco. Los armadores proponen entonces trasvasar el carburante a otro buque o llevar el Prestige al puerto de La Coruña, para un vertido de fuel controlado en puerto, pero la capitanía marítima de La Coruña, tras consultarlo con un técnico de la Marina Mercante, desecha esas posibilidades por el grave perjuicio económico que hubiera supuesto mantener cerrado el puerto de La Coruña durante al menos un año. Las autoridades, sin embargo, solo propusieron la solución de alejar el buque de la costa para evitar que quede varado en ella. Fue entonces cuando el consejero de Pesca, López Veiga insiste en que «Hay que sacar ese barco de ahí de una puta vez». Posteriormente se supo que el ministro de Fomento, Álvarez-Cascos, solo solicitó informes técnicos cinco días después del accidente, cuando ya se había tomado la decisión de abandonar el barco, decisión que tomó por lo tanto basándose en opiniones de altos funcionarios, pero no técnicos.

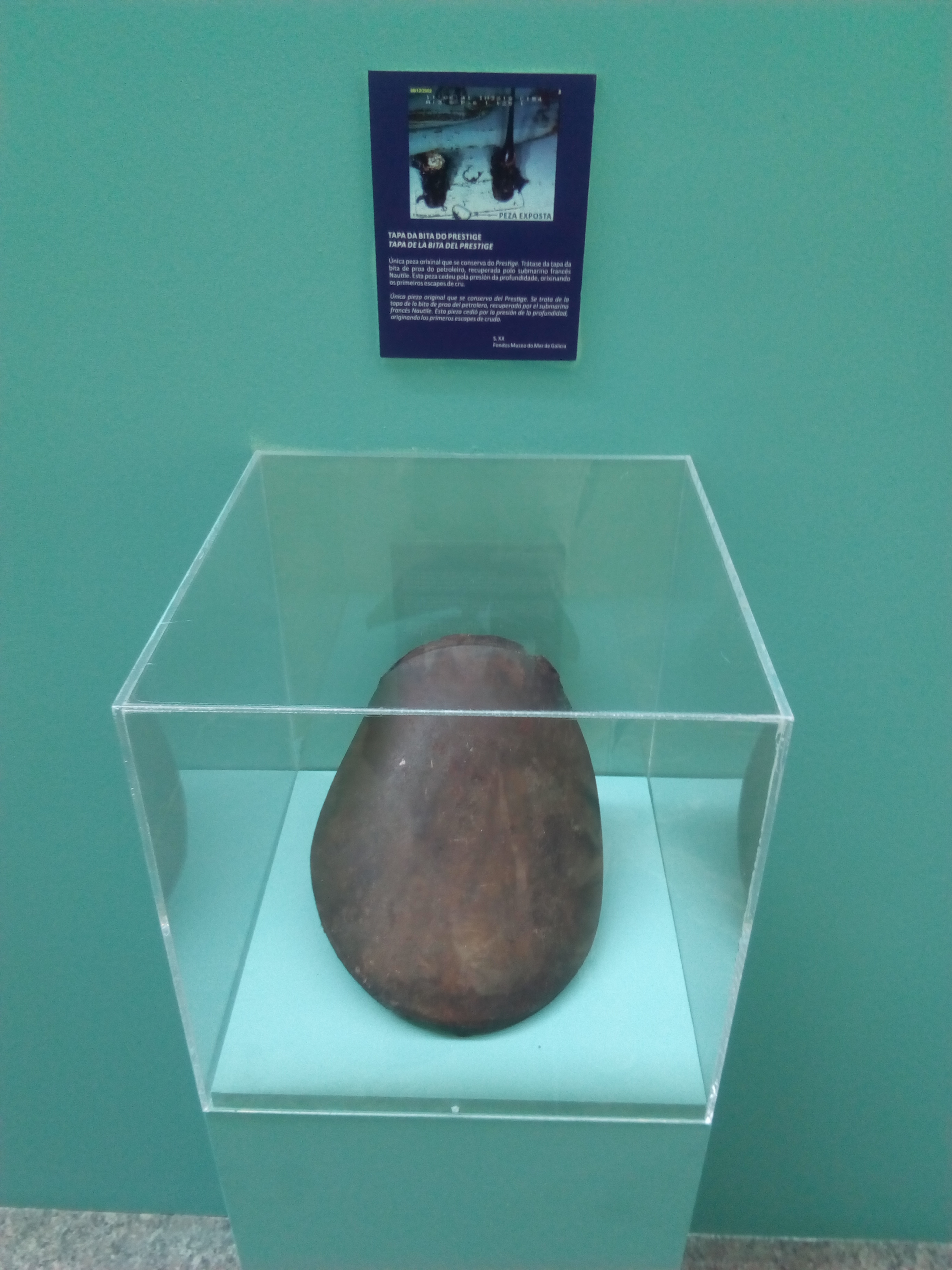
La tapa de la bita del Prestige, recuperada por el submarino Nautile, es la única pieza original que se conserva del buque. Se encuentra expuesta en el Museo del Mar de Galicia (Vigo).

A las 10:20, el director general de la Marina Mercante, José Luis López Sors, ordena que el barco se aleje de la costa en lo que se cree que fue una orden directa del ministro Álvarez-Cascos. Sin embargo, se sospechó que el capitán Mangouras se negó a poner los motores en marcha para así ser remolcado a algún puerto de refugio, ya que el Prestige no encendió los propulsores. En ese momento se decidió enviar a Serafín Díaz Regueiro, de la Capitanía Marítima, a que se hiciera cargo del barco, ordenara arrancar motores y alejara el buque de la costa dirigiéndolo hacia el noroeste (330°), creyendo así que se evitaría el daño del vertido; otra razón de la presencia de este técnico a bordo del Prestige era confirmar las informaciones que se estaban recibiendo sobre la verdadera situación en la que se encontraba el barco. A las 11 de la mañana, un helicóptero aterrizó en la cubierta del Prestige con cinco marineros de los que fueron evacuados la tarde anterior.
Tras vencer las reticencias del capitán, pues la versión oficial siempre insistió en la resistencia de Mangouras ante las maniobras de rescate ordenadas por las autoridades españolas, se consiguió que arrancasen los motores —a las 15:30 horas— y se aseguró que el barco comenzara a navegar mar adentro, a unos 6 nudos y, aparentemente, sin problemas; «Yo no noté vibraciones en el barco, ni en la cubierta ni nada que pudiese hacer indicar que el barco fuera en malas condiciones. Es más, la puesta en marcha corrigió en tres o cuatro grados la escora, por lo que íbamos navegando a cuatro o cinco grados de escora» declaró luego Díaz Regueiro. Este abandonó el barco a las 19:30 horas, cuando ya estaba a 25 millas al noroeste de Cabo Vilán y avanzando a velocidad constante, escoltado por cinco buques de Salvamento Marítimo y la fragata Cataluña —que llegó a la zona a primera hora de la mañana— para asegurarse de que se mantuviera a una distancia mínima de la costa de 61 millas; a las doce de la noche ya se encontraba a 65 millas. De regreso a La Coruña, Díaz Regueiro informó de los hechos al gabinete de crisis creado en la Delegación del Gobierno y dirigido por Arsenio Fernández de Mesa, quien declaró «Sale muy poquito combustible, un reguerito de fuel que se apaga y vuelve a salir en forma de bola, un manchón...» a la vez que insistió en la nula colaboración del capitán Mangouras en las labores de rescate.
En una de las grabaciones que salieron a la luz después entre el Ministerio de Fomento y la Subdelegación de Gobierno en Galicia, el 14 de noviembre a las 18:53 horas se comenta:

Subdelegado de Gobierno (La Coruña)¿El barco va muy lejos?
FomentoHuy, ya está, Madre de Dios, estará a treinta y tantas millas.
Subdelegado¿Treinta y tantas?
FomentoNo, como siga así, este llega a Groenlandia.
SubdelegadoBueno, pues que llegue allá.
FomentoSí, joder.
SubdelegadoVale, muy bien.

### Viernes, 15 de noviembre

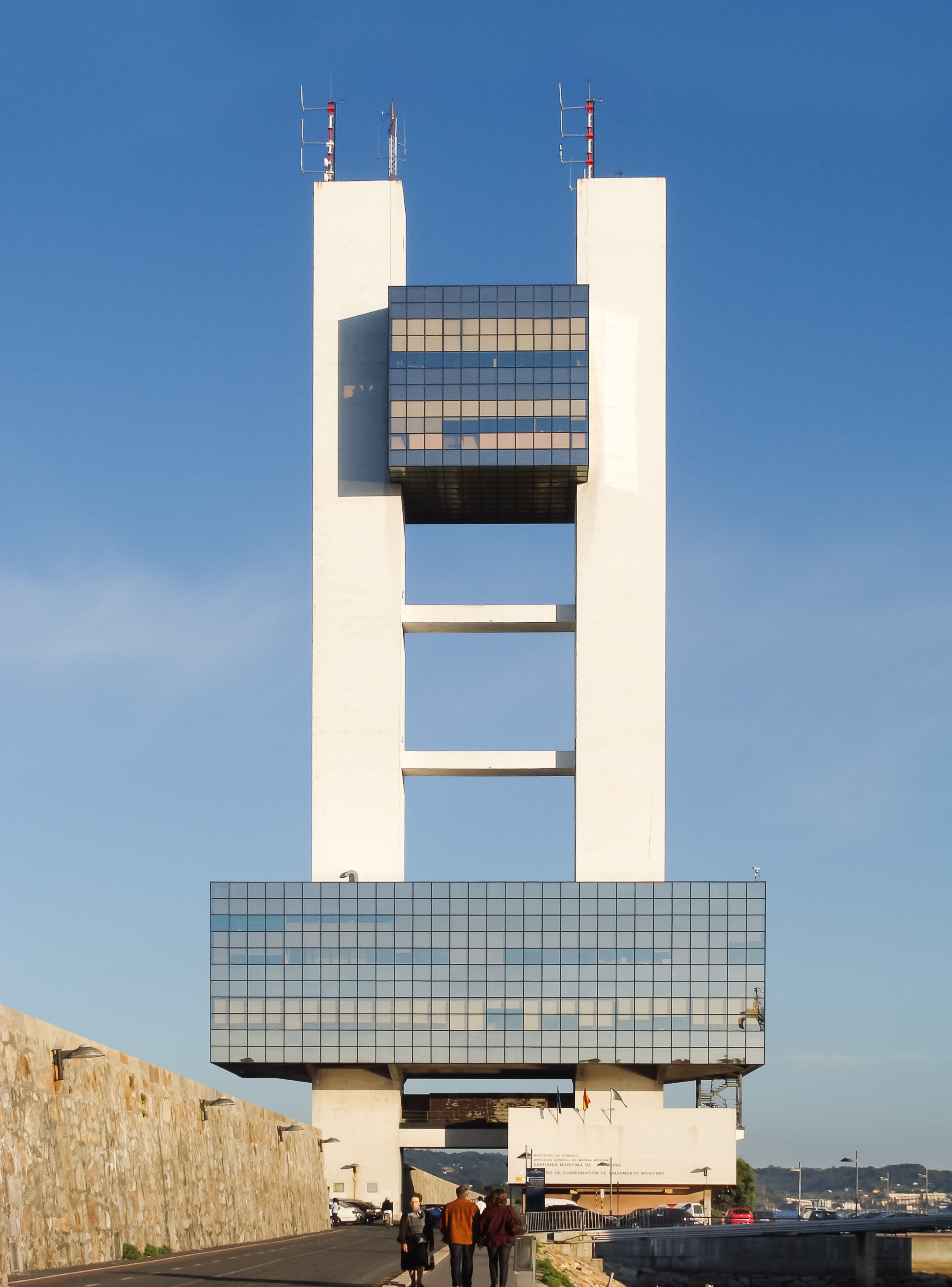
La Torre de control marítimo de La Coruña, donde se instaló el Centro de Coordinación de Operaciones para gestionar el rescate.

Paralelamente, los armadores contrataron los servicios de salvamento de una empresa especializada neerlandesa, la Smit Salvage, de reconocido prestigio en el mar, por lo que el capitán Mangouras esperaba que los técnicos de esa empresa llegasen a hacerse cargo del barco. Así, durante la madrugada del día 14 al 15 llega el capitán neerlandés Wytse Huismans junto con sus técnicos. Se comunicó a los remolcadores que tenían «problemas a bordo», sin especificar cuáles, y se cambia el rumbo hacia el suroeste (160°) a las 4:00 horas y se ordena parar los motores. Sin que esté confirmado, parece ser que tanto Francia como Reino Unido se opusieron a que se mantuviese rumbo Norte, por las mismas razones por las que Portugal se opuso dos días después a que el Prestige navegase hacia el Sur; también pudo ser que el cambio de rumbo se debiese a las condiciones climatológicas, pues desde Francia se advertía de otro temporal. El jefe ejecutivo de la compañía de salvamento, Green Koffeman, se entrevista con el delegado del Gobierno Fernández de Mesa y el director de la Marina Mercante José Luis López Sors para conocer las posibilidades de encontrar un puerto refugio y discutir el rumbo a tomar, pero la única instrucción que recibe es alejarlo lo más posible de la costa. López Sors declararía después que se actuó con el objetivo de defender el patrimonio de las costas españolas, por lo que no se puede culpar a un cargo público por tomar las medidas que cree mejores para su país «aunque su decisión fuera errónea».
En cualquier caso, los técnicos que siguen el accidente ya contemplaban una probabilidad alta de que el casco se rompiera en dos en cuestión de pocos días. Con los motores parados, solo queda la posibilidad de remolcar el buque. Pero a última hora de la tarde del viernes 15 solo el remolcador Ría de Vigo se encuentra en condiciones de hacerlo, pues el Sertosa 32 se averió y el remolcador del Ministerio de Fomento Alonso de Chaves no consiguió amarrar el cabo de remolque. De hecho, los trabajos de remolcado no avanzaban y el barco se encontraba prácticamente a la misma distancia de la costa del día anterior, 62 millas. Esa misma tarde se trasladó a tierra cinco de los tripulantes y el capitán pidió la evacuación, que se llevó a cabo a las 18 horas en el helicóptero Helimer Cantábrico. El capitán Mangouras fue detenido por la Guardia Civil en cuanto llegó al aeropuerto de La Coruña, acusado de no cooperar con los equipos de salvamento y de causar graves daños al medio ambiente. Dos días después ingresaría en el centro penitenciario de Teijeiro con una fianza de 3 millones de euros, donde estaría 3 meses de prisión preventiva.

### Sábado, 16 de noviembre

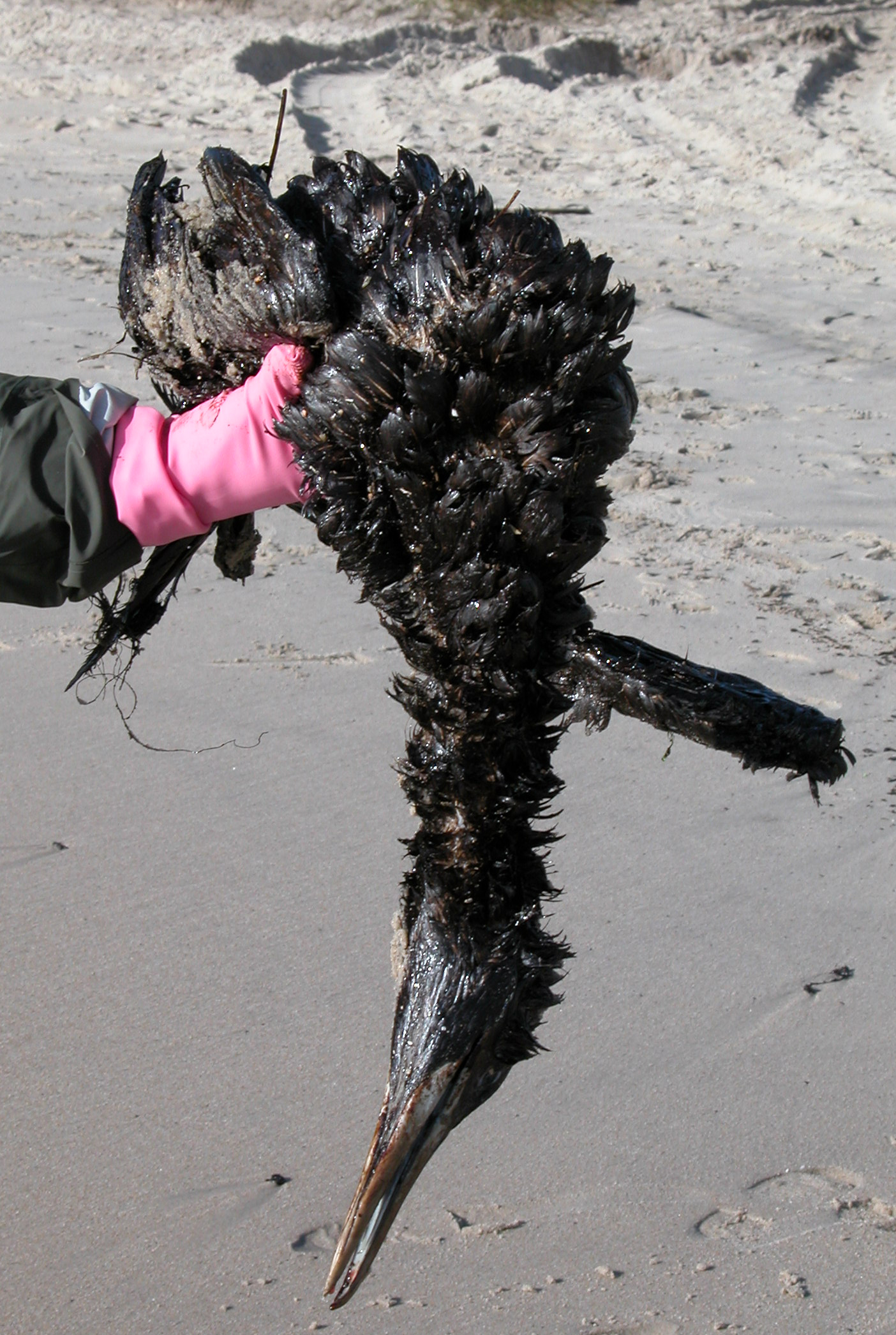
Alcatraz lleno de chapapote en una playa de El Grove.

Durante el sábado 16 el barco siguió siendo remolcado con rumbo Sur a una velocidad de 1.5 nudos. En la madrugada, el remolcador Ría de Vigo advirtió sobre el peligro que suponía el buque: «Esto se parte en cualquier momento»; por lo que se ordena al remolcador Alonso de Chaves que amarre la parte de popa y, así, si ocurre tal cosa, las dos mitades estarán remolcadas.
Con el barco a esa distancia y siendo remolcado hacia el Sur, las autoridades parecen tranquilizarse e incluso llegan a declarar que «El problema ha entrado en vías de solución» o que «Estuvo a punto de provocarse un nuevo Erika, pero se ha evitado»; pero lo cierto es que el Prestige iba dejando un rastro de fuelóleo y la primera marea negra llegó a las playas entre Finisterre y Touriñán —en los enlaces externos puede verse una imagen de la estela captada por el Envisat—.

### Domingo, 17 de noviembre
El domingo 17, el consejero de Pesca López Veiga intentó tranquilizar a la población: «No se trata de una marea negra, sólo de un vertido de fuel», pero prohíbe la pesca entre Mera y Finisterre. El Ministerio de Fomento trae más barreras anticontaminantes, hasta un total de 18 km sumando las que se llevaran el día 14, pero resultan ineficaces porque el fuerte oleaje hace que el fuel supere las barreras con facilidad y, en algunos casos, el temporal las rompe al poco de ser instaladas.

«La rápida actuación de las autoridades españolas ha evitado una verdadera catástrofe pesquera y ecológica»
Miguel Arias Cañete, ministro de Agricultura, Pesca y Alimentación, 16 de noviembre de 2002.

La grieta abierta en el casco del barco era ya de unos 50 metros, pero no acababa de hundirse y resistía a flote a 55—80 millas de la costa, por lo que se estudia la posibilidad de hundirlo mediante artillería o con bombas incendiarias. El ministro de Defensa, Federico Trillo, presentó a Mariano Rajoy, vicepresidente del Gobierno de Aznar, dos alternativas: bombardear el barco desde la Baleares o con bombas incendiarias desde aviones Harrier, de los que hay cuatro en estado de alerta en la Base Naval de Rota, (Rota, Cádiz). Este plan fue descartado porque, en el primer caso, no evitaba el ingente vertido de fuel, y, en el segundo, no había seguridad de hacer arder el fuelóleo —muy viscoso y de difícil ignición—, aparte de la contaminación atmosférica que implicaría. Rajoy declararía días más tarde que «La posibilidad de bombardear el barco antes de su hundimiento fue disparatada». Paco Vázquez, alcalde de La Coruña entre 1983 y 2006, reconoció que él también recomendó esta 'solución': «Una propuesta que hice yo en un primer momento, que se cañoneara el 'Prestige' para incendiar la carga y que no produjera la contaminación».
En Portugal se ve con recelo el itinerario hacia el Sur que seguía el barco, por lo que anunciaron que no iban a aceptar bajo ningún concepto que llegase a entrar en su zona marítima y llevaron a las proximidades del barco la corbeta Joao Coutinho y un avión de la Armada portuguesa. Se sabe que los armadores del Prestige seguían buscando un puerto de refugio incluso en Portugal o África. Aunque el Gobierno anunció que el Prestige ya estaba en aguas territoriales portuguesas, poco después tuvo que desmentirlo.

### Lunes, 18 de noviembre
El lunes 18 llegó a la zona el remolcador chino De Da, contratado por la empresa Smit Salvage, y sustituye al Ría de Vigo; el Prestige sigue rumbo sur, ahora a 3 nudos, dirigiéndose a la ZEE (Zona Económica Exclusiva) de Portugal, tal y como lo declara el capitán del De Da al de la corbeta portuguesa João Coutinho que vigila las maniobras. Esta insiste en que no consentirá que el Prestige toque esas aguas; al tercer aviso, el De Da vira unos grados al Oeste.
El Gobierno español constituye un gabinete de crisis interministerial, en el que participan 11 ministerios, bajo la dirección de Mariano Rajoy, como vicepresidente. En el Gobierno de la Junta se anuncia la inmediata concesión de ayudas a los afectados, que se aprobarán antes de la Navidad de ese año:

«Aquí nadie se quedará sin turrón»
(en gallego)«Aquí ninguén quedará sen o turrón».
López Veiga.

"La Xunta va a dar a las 4000 familias afectadas el turrón y si luego puede venir el mazapán por parte del Gobierno central y de la UE, mejor"
López Veiga, 17 de diciembre de 2002.

### Martes, 19 de noviembre
Finalmente, a las ocho de la mañana del martes 19 de noviembre, el petrolero se partió por la mitad y las dos partes se hundieron completamente al cabo de unas horas; la popa se hundió sobre las 11:45 horas de la mañana y la proa a las 16:18 horas, después de un tortuoso recorrido frente a las costas gallegas de 243 millas (437 km). En ese momento, el barco estaba a 130 millas —132 millas según otras fuentes— de la costa de Finisterre, unos 234 km, —260 km según otras fuentes—, a la altura de las Islas Cíes, de alto valor ecológico, cuando la marea negra ya afectaba 300 km de costa.

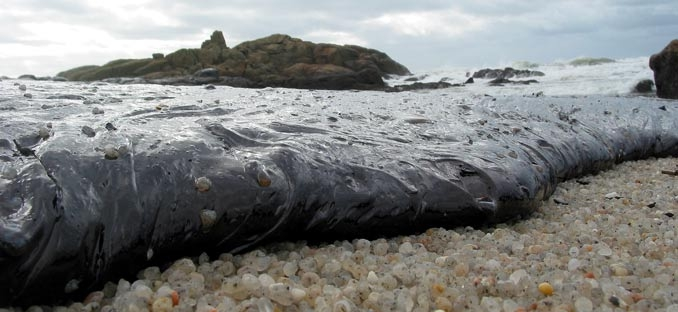
Capa de chapapote en la playa.

En el momento del naufragio se rompieron otros tres tanques que liberaron entre 10 000 y 12 000 toneladas más de carburante; y después el ahora pecio siguió liberando vertiendo fuel hasta que solo quedaron unas 13 700 toneladas que serían retiradas en 2004 —la carga inicial era de una 77 000 toneladas—. A pesar del naufragio, las autoridades siguieron negando el problema, y el delegado del Gobierno Fernández de Mesa aún sostenía el 19 de noviembre que «A ojo de buen cubero, el Prestige ha vertido 3000 o 4000 toneladas», cuando ya se habían vertido 54 000 toneladas de fuel según declararon los peritos en el juzgado. Nada se sabía entonces del futuro del barco y de la carga, pues mientras las autoridades aseguraban que el fuel se solidificaría ante las bajas temperaturas del mar, los estudios del CEDRE demostraron que el fuel no se iba a solidificar a esas temperaturas —2,5 °C—. Incluso a temperaturas de -10 °C seguiría fluyendo, y el 12 de diciembre, tres semanas después del hundimiento, la temperatura del fuel que fluía de las grietas era de unos 9,9 °C. Otros técnicos incluso aseguraban que el barco reventaría debido a las altas presiones a las que estaba sometido.

«El destino del fuel en el fondo del mar es convertirse en adoquín»
Arsenio Fernández de Mesa, 20 de noviembre de 2002

Hoy en día, la popa se encuentra a una profundidad de 3545 m y la proa a 3820 m, separadas una de la otra una distancia de unos 3,5 km. Tras la extracción de esas 14 000 toneladas de fuel restantes en 2004, aún quedaron restos adheridos a las paredes del pecio que fueron imposibles de quitar, unas 700 toneladas en la popa y entre 300 y 400 toneladas en la proa.

### Cronología posterior (2002 y 2003)

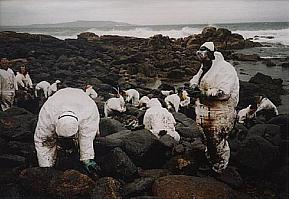
Voluntarios, la "marea branca".

#### Noviembre de 2002
- 20 de noviembre: La marea negra afecta ya a 300 km de costa. Los mariscadores y pescadores de las cofradías de Pontevedra se organizan para luchar contra la catástrofe y constituyen una comisión de urgencia.
- 21 de noviembre: La mancha de fuel, muy fragmentada y estimada en 6000 toneladas, llega a la Ría de Corcubión y a las playas de Sardiñeiro y A Concha, así como a la playa de Doniños en Ferrol. La capitanía marítima de La Coruña presenta una denuncia contra el capitán del buque, que asume el juez de instrucción n.º 1 de Corcubión.
- 22 de noviembre: Aparecen sendas manchas de chapapote allí donde se hundió el Prestige, que demuestran que el vertido de fuel continúa. Otras manchas avanzan hacia las costas de Finisterre, La Coruña y Ferrol.

El presidente francés y el alemán, Chirac y Schröder, pactan una serie de medidas para acelerar la prohibición de los petroleros monocasco.
- 23 de noviembre: La mancha principal surgida tras el hundimiento se sitúa a 150 km de la costa y avanza en dirección estenoreste; algunas manchas superan el cabo Ortegal y entra en el Cantábrico. La recogida de fuel en las costas alcanza las 900 toneladas, una labor asistida por los buques anticontaminación Rijn Delta —neerlandés—, Ailette y Alcyon (franceses). La prohibición de las actividades pesqueras mantiene en puerto a 2500 barcos, 6000 marineros y 800 mariscadores.
- 24 de noviembre: La zona afectada por la marea negra supera los 400 km de costa.
- 25 de noviembre: La zona afectada representa ya unos 600 km de costa —136 playas—. La gran mancha de fuel está a unos 110 km y dividiéndose en dos. Llegan las primeras manchas a Asturias y la prohibición de pescar se amplia a toda la costa entre Cedeira y Riveira.
- 26 de noviembre: La marea negra entra en Parque natural de Corrubedo. El fuelóleo avanza paralelo a la costa cantábrica hacia el Noreste.
- 28 de noviembre: La marea negra afecta ya a ocho espacios naturales protegidos: Betanzos-Mandeo en la Ría de Betanzos, Carnota-Monte Pindo, Corrubedo, Golfo Ártabro, Costa de la Muerte; Costa de Dexo-Serantes; Estaca de Bares y Monte y Lagoa de Louro.
- 29 de noviembre: La gran mancha está a 7 km de Finisterre según Leiro Lois, a 22 km según el diario El Mundo;[29] y a 20 km de la entrada de las rías de Muros y Noya. Se comprueba que siguen saliendo nuevas bolsas de fuel del barco hundido. Hay siete buques anticontaminantes operando entre Finisterre y la ría de Arosa, todos extranjeros ya que España no contaba con ningún barco de este tipo.[nota 6] Ya hay recogidas 3000 toneladas de fuel en alta mar y otras 5000 en tierra.
- 30 de noviembre: La mancha de fuel ya está a 1 milla de Finisterre, mientras toda Galicia se pone en alerta máxima.

Emblema de la Plataforma Nunca Máis basado en la bandera gallega petroleada.

#### Diciembre de 2002
- 1 de diciembre: La gran mancha de fuel, estimada en 11 000 toneladas, alcanza la costa, especialmente el litoral de Touriñán a Finisterre, Mugía y Camariñas, pero también llega hasta Aguiño (Riveira), en la entrada de la ría de Arosa. El buque francés Atalante llega con el batiscafo Nautile a la zona del hundimiento para comprobar el origen de los nuevos vertidos desde el casco.

Más de 200 000 personas (150 000 según la policía) se manifiestan en Santiago de Compostela bajo el lema "Nunca máis", convocados por la plataforma ciudadana del mismo nombre.
- 2 de diciembre: El fuel cubre las playas de Riazor y Orzán, en La Coruña; entre las 164 playas que estaban afectadas, 13 de ellas gravemente.

El rey de España, Juan Carlos I, visita Mugía y Lage y declara que «Todos tenemos que arrimar el hombro, todos como en Fuenteovejuna tenemos que unirnos».
- 3 de diciembre: Se prohíbe la pesca y el marisqueo hasta la frontera con Portugal.
- 4 de diciembre: La ría de Arosa está afectada por completo y el fuelóleo llega a la boca de las rías de Pontevedra y Vigo, a pesar de que Mariano Rajoy había pronosticado el 21 de noviembre que «la marea no va a llegar a las Rías Bajas». Los marineros forman un frente contra el fuel, que recogen del mar con todos los medios posibles, hasta con las propias manos.[nota 7] Participan en esta operación unos 800 barcos y más de 7000 personas.

La marea negra afecta ya a toda la costa gallega desde Ortigueira a Bayona, y amenaza las costas del País Vasco, Francia y Portugal. La prohibición de pescar alcanza a 913 km de costa entre Cedeira y Portugal —de los 1121 km de costa gallega en total—. Ya hay recogidas 10 300 toneladas de fuel.
- 5 de diciembre: La marea negra afecta ya a 183 playas y el parque nacional de las Islas Atlánticas está totalmente contaminado, con el 85 % de la costa de la Isla de Sálvora, el 70 % de la de Ons y 30 % de las Islas Cíes llenas de chapapote.[30] Otras muchas manchas de menor tamaño llegan a varias playas asturianas, cántabras y vascas; al día siguiente se contabilizan 42 playas asturianas y 34 cántabras. Francia y Portugal se ponen en estado de alerta.

Se confirma que la proa hundida del barco presenta varias fugas por las que escapa fuel de forma continua, a pesar de que el Gobierno seguía negando la existencia de grietas importantes en el casco y la presencia de nuevas manchas en la zona del hundimiento. El día siguiente envió un barco anticontaminación a ese punto.
- 6 de diciembre: Entre 10 000 y 20 000 voluntarios de toda España, coincidiendo con el puente de la Constitución, ayudan en la lucha contra la marea negra junto a vecinos, marineros y mariscadores.
- 7 de diciembre: La marea negra afecta ya a 75 playas en Asturias, 31 en Cantabria y 5 en Vizcaya. El Ejército comienza a colaborar en las labores de limpieza, directamente o en labores de intendencia. El Nautile sigue detectando grietas y deformaciones en el casco del Prestige.
- 8 de diciembre: Dos nuevas manchas de fuel afloran sobre el lugar del hundimiento. El fuelóleo, que amenazaba con llegar a Portugal, se desplaza ahora hacia el Nordeste y se aleja de la costa lusa. Hay ya recogidas unas 13 000 toneladas de fuel.
- 9 de diciembre: La Costa de la Muerte y otras zonas de las Rías Altas sufren las consecuencias de una nueva marea negra. Los marineros y armadores comienzan a recibir ayudas compensatorias por el cese de la actividad al que están sometidos. Llegan nuevos efectivos militares, hasta un total de 7000.

El Gobierno constituye un Comité Científico Asesor para diseñar la lucha contra la marea negra.
- 10 de diciembre: El Nautile ha detectado ya 14 grietas en el casco, y el Gobierno admite que sigue habiendo un vertido de 125 toneladas diarias (80 en la proa y 45 en la popa) y que sobre el punto de hundimiento hay una mancha de 57 km de largo y 18 de ancho. Se estima que el fuel contenido en el barco puede continuar vertiéndose durante de 5 a 39 meses.
- 11 de diciembre: Se celebra un pleno en el Parlamento en el que el PSOE lanza duras acusaciones al gobierno de Aznar, por no minimizar el vertido y sus consecuencias. Aznar afirma que las decisiones que se tomaron fueron las que correspondían ante la información que el Gobierno recibía de los técnicos.[31]

Jaume Matas, ministro de Medio Ambiente, cuantifica los daños en las playas en 58,6 millones de euros y el fuel recogido en 10 714 toneladas en Galicia y 1973 en Cantabria y el País Vasco.
- 12 de diciembre: La marea negra entra por primera vez en las rías de Pontevedra y Vigo llenando de 'galletas' de fuel las playas de Sangenjo y de El Grove.
- 13 de diciembre: Más manchas de fuel van llegando otra vez a la costa gracias a los vientos dominantes, una frente a la Costa de la Muerte y otras dos frente a las Rías Bajas, pero el día 15 son alejadas por los vientos de sur. Otras manchas, muy fragmentadas, se mantienen frente al litoral cantábrico.

La Unión Europea aprueba una ayuda de 5 millones de euros del fondo de solidaridad, significativamente menor que los 414 millones que recibiera Alemania en agosto como ayuda para los daños provocados por las graves inundaciones sufridas ese verano.

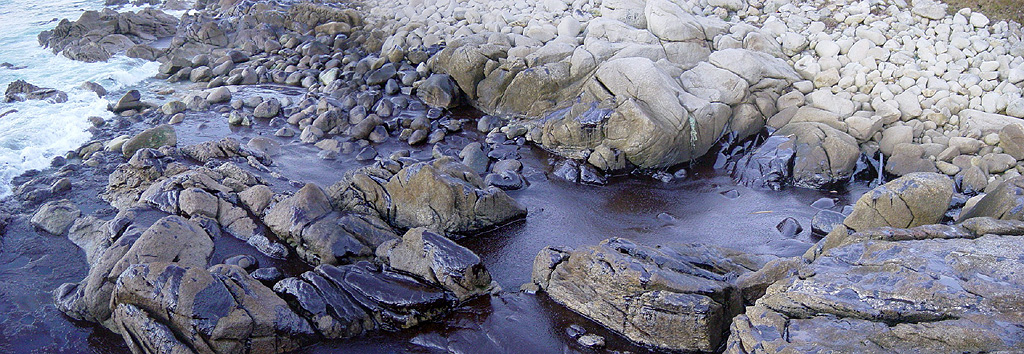
Efectos de la marea negra en Oya.

- 15 de diciembre: Se ven numerosas manchas fragmentadas al sureste de Cabo Silleiro. Marineros de Vigo y Bayona recogen 40 toneladas a tres millas de Oya; el día 16 se detecta una gran mancha —de 30 km de ancho y 35 km de largo— a 10 km de La Guardia amenazando la costa entre este concejo y Oya. En total, ya hay recogidas 17 500 toneladas.
- 16 de diciembre: Los patrones mayores de El Grove y Cangas inician una huelga de hambre para exigir más medios. Al día siguiente se une el patrón mayor de Pobra do Caramiñal y, en los días siguientes, el secretario de la Confradía de pescadores de Cangas y cinco marineros más. Mantienen la huelga hasta el día 22, fecha en la que la suspenden tras las promesas del gobernador civil de Pontevedra.
- 17 de diciembre: Las manchas de fuel, más o menos extensas, continúan desplazándose frente a la cornisa cantábrica.
- 18 de diciembre: Llega a las playas de Riveira, Carnota, Corme, Mugía, etc., una vez más, el chapapote; hay placas de entre 40 cm y 1 m de espesor. El Gobierno comunica que hay 657 playas afectadas, el 62 % de las playas gallegas y de la cornisa cantábrica.
- 19 de diciembre: Una tercera marea negra vuelve a caer sobre la costa entre el cabo Touriñán y Ons, pero con especial gravedad entre Malpica y Muros.
- 22 de diciembre: El batiscafo Nautile comienza a taponar las grietas en el casco del Prestige. De las 18 grietas detectadas ya se han sellado cinco.
- 23 de diciembre: Se estima en más de 24 600 toneladas de fuel la cantidad recogida hasta este momento, de las que 19 600 lo fueron en Galicia, y de estas 2530 en el Parque de las Islas Atlánticas.
- 31 de diciembre: Una gran mancha de fuel entra en aguas territoriales francesas, y una secundaria, de 8 km de longitud, se aproxima a la playa de las Landas —costa atlántica sur francesa—. El día 2 de enero aparecen las primeras 'galletas' de fuelóleo en las playas francesas.

#### 2003

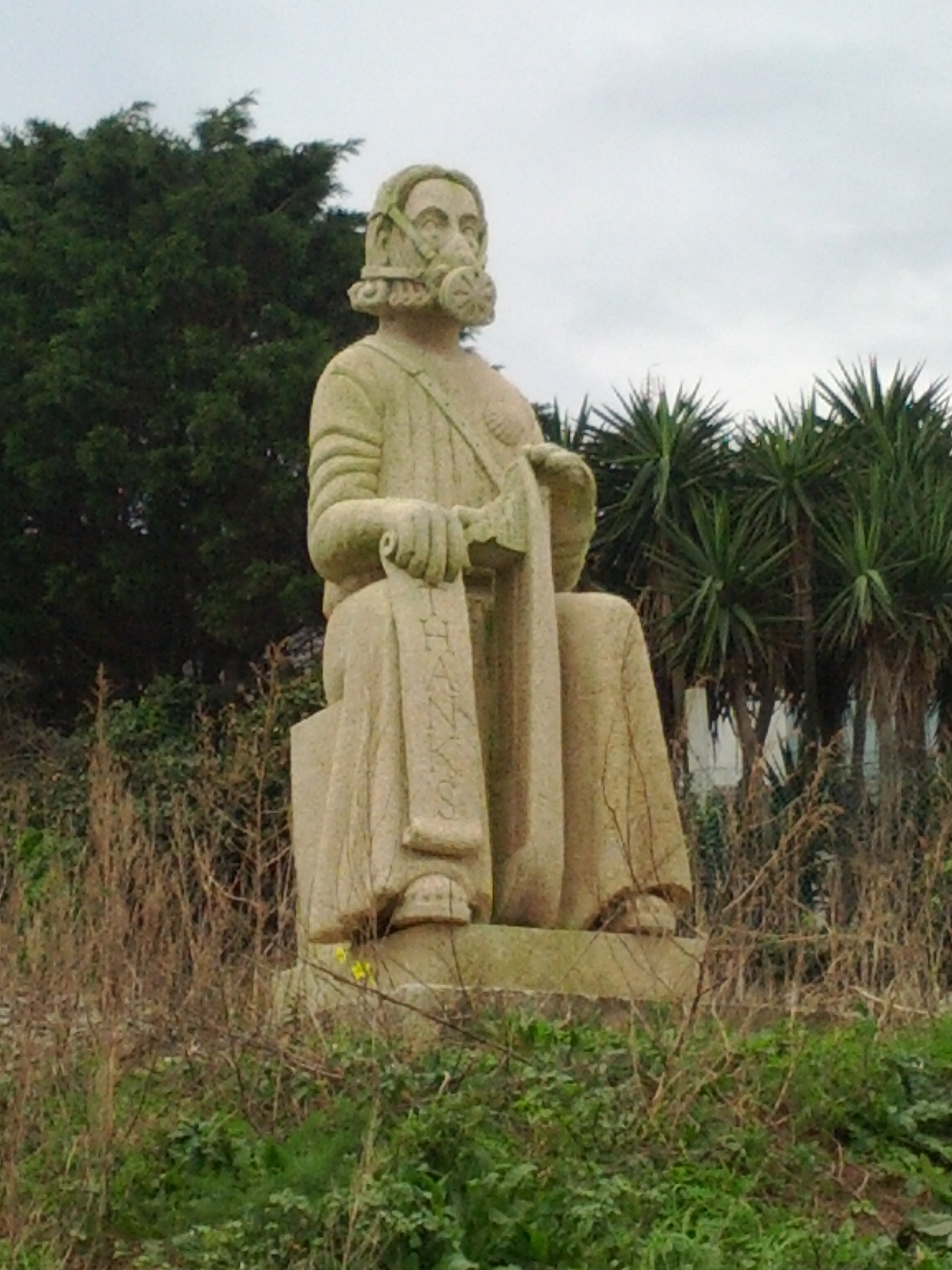
Estatua del apóstol Santiago en Puerto del Son, en memoria de la catástrofe del Prestige.

- 3 de enero: Se crea el "Comisionado del Gobierno para las actuaciones derivadas de la catástrofe del buque Prestige" con el fin de coordinar las medidas de lucha adoptadas por las administraciones afectadas.[32] El día 9 es nombrado para el cargo Rodolfo Martín Villa, expresidente de Endesa y exministro de con el UCD.[33]
- 6 de enero: Unos 200 km de costa francesa ya están afectados por la marea negra.
- 10 de enero: El fuelóleo llega por primera vez a la costa de Guipúzcoa, en forma de pequeñas manchas las playas de Zumaya y Ondarreta.
- 16 de enero: Dimite Xosé Cuíña, consejero de Ordenación del Territorio y Obras Públicas, al publicarse que una empresa de su familia vendía material de limpieza al ente público TRAGSA para la recogida de chapapote.[34]
- 17 de enero: Ya hay recogidas 37 000 toneladas de residuos.
- 22 de enero: Más manchas de fuel van llegando a las costas gallegas y asturianas.

Estudiantes y profesores de toda Galicia hacen una cadena humana entre Malpica y Lage.
- 23 de enero: Una nueva oleada de fuel llega de Carnota a Ferrol.

Las trabajos para cerrar las grietas del Prestige están casi finalizados, por lo que el vertido de fuel es de menos de 1 tonelada al día.
El Consejo de Ministros aprueba el Plan Galicia, que prevé invertir 12 459 millones de euros en ayudas, de los que 5200 corresponden a la inversión en nuevos proyectos y el resto a planes de infraestructuras ya previstos anteriormente. El objetivo es favorecer a la recuperación medioambiental y económica de las zonas afectadas.
- 28 de enero: Las playas de Biarritz, San Juan de Luz, Hendaya y Anglet —Francia— sufren la llegada de una marea negra.
- 1 de febrero: Para que los mariscadores puedan volver a faenar, comienza a autorizarse la pesca entre La Guardia y Muros.
- 23 de febrero: Se produce una manifestación masiva en Madrid convocada por Nunca Máis.
- 14 de abril: Se autoriza la pesca en toda la costa gallega, excepto en la Costa de la Muerte, y el marisqueo en las rías de La Coruña, Ferrol y Cedeira.
- 17 de mayo: Se hace público que las labores de hidrolimpieza llevan recuperado el 90 % de la superficie litoral afectada, tras ser limpiados 420 000 m² de costas.
- 1 de junio: Se abre a la pesca de todo tipo toda las costas, excepto el tramo comprendido entre Finisterre y la Punta dos Remedios.
- 4 de junio: La Organización Marítima Internacional aprueba ensanchar el corredor de Finisterre, llamado Dispositivo de Separación de Tráfico Marítimo, hasta 42 millas de la costa.
- 15 de septiembre: Se levanta la veda del percebe entre Cayón y Mugía, por lo que los perceberos pueden volver a la faena después de 10 meses de parón.[36]
- 8 de octubre: Se levantan todas las restricciones a la pesca en todas las costas.

## Marea negra

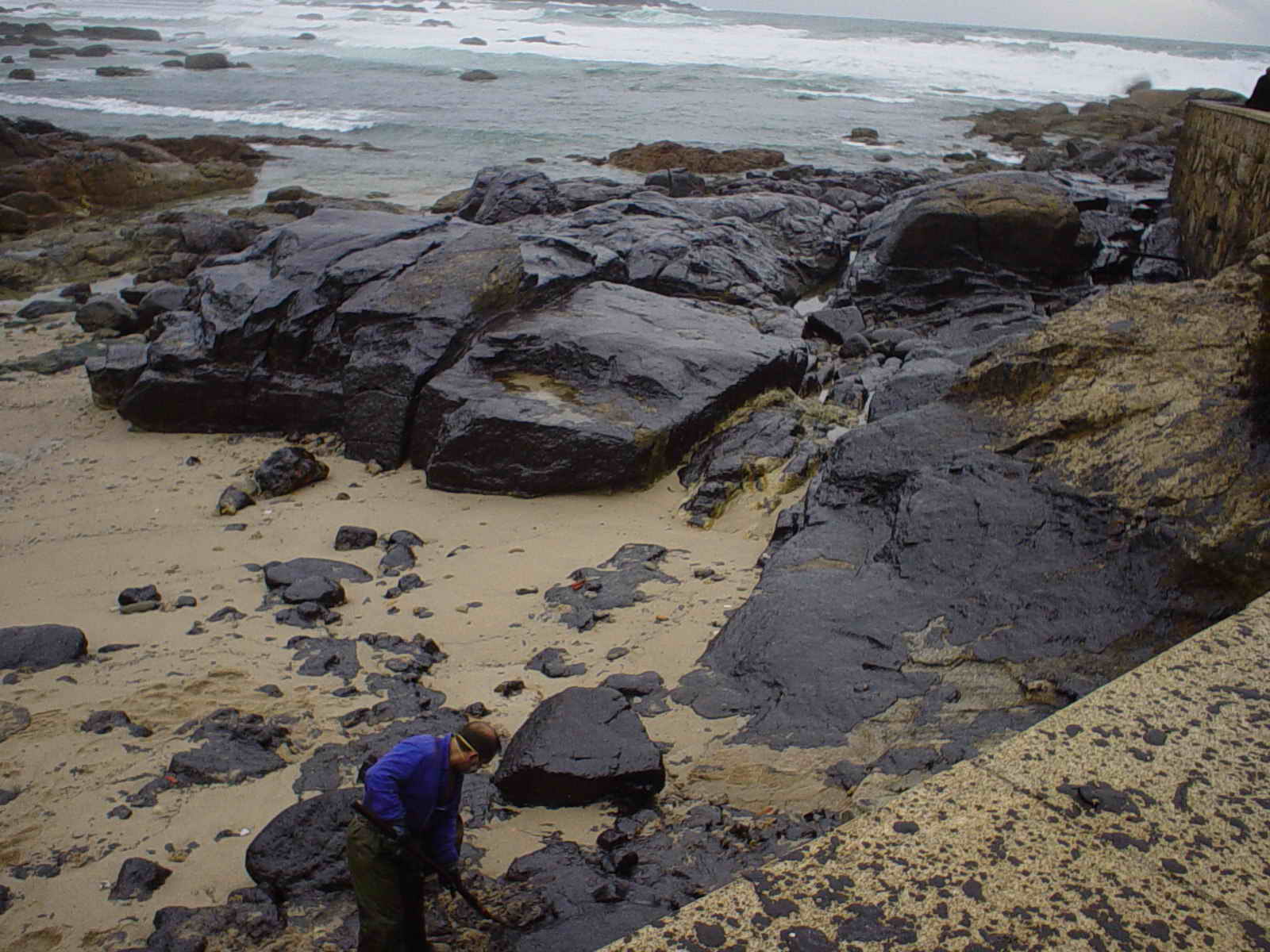
Voluntario limpiando la marea negra del Prestige en Mugía.

Las primeras declaraciones oficiales pretendían minimizar la catástrofe evitando utilizar la palabra 'marea' y hablar solo de un vertido, asegurando además que el hundimiento no tendría graves efectos sobre el medio ambiente. Estas valoraciones fueron matizadas después por el presidente del Gobierno, José María Aznar, el 10 de diciembre, cuando admitió que el ejecutivo había cometido «errores de apreciación».
La realidad es que en las primeras 20 horas tras el accidente, el Prestige vertió al mar entre 10 500 y 21 000 toneladas, y que siguió echando fuelóleo durante todo su recorrido frente a la costa hasta el momento de su hundimiento. Este primer vertido ―el que se produjo antes de su hundimiento― provocó una marea negra a partir del día 16, que afectó a 190 km de costa de la provincia de La Coruña: Mugía, Camariñas, Corme y Lage; pero especialmente Malpica, Roncudo y Touriñán.
Una vez que el barco ya había naufragado se produjo un nuevo vertido, estimado en 10 000 toneladas, que provocó una segunda marea negra. Esta llegó a la costa a partir del 29 de noviembre, hasta el 10 de diciembre, y afectó desde Mugía hasta las Islas Cíes, aunque sobre todo al parque nacional de las Islas Atlánticas a partir del día 4 de diciembre. Las Rías Bajas se salvaron de esta marea.
Un cambio en la dirección de los vientos dirigió hacia el norte las manchas, así como las que seguía liberando el pecio, unas 125 toneladas diarias, para dar lugar a una tercera marea negra que afectó a las costas de las Rías Bajas y la Costa de la Muerte entre el 6 de diciembre y el 8 de enero. Esta gran mancha, más o menos fragmentada, superó la costa occidental gallega a partir del 23 de diciembre adentrándose en el Cantábrico, por lo que los primeros restos de chapapote llegaron a Cantabria el 4 de diciembre; y a Asturias y País Vasco el 6 de diciembre. Francia comenzó a sufrir los efectos de la marea negra el 31 de diciembre.
El volumen definitivo del fuel vertido se estimó en 63 000 toneladas, pero lo cierto es que las cifras que las autoridades iban ofreciendo en los medios de comunicación fueron muy dispares e incluso contradictorias, aumentando según se iban conociendo mejor los hechos y admitiendo la gravedad del accidente. Mientras tanto, desde el Ministerio de Fomento, se afirmaba el 15 de noviembre que «El petrolero ya no pierde fuel», y Fernández de Mesa aseguraba el 19 de noviembre que «ha vertido 3000 o 4000 toneladas», para decir después, el 21 de noviembre, «Hay una cifra clara, y es que la cantidad vertida no se sabe».
Santiago Martín Criado, perito del juzgado de Corcubión, presentó en 2008 las siguientes valoraciones del fuel que vertió el barco: 23 500 toneladas las primeras horas, hasta el momento de iniciarse el remolcado la madrugada del 14 de noviembre; 18 870 toneladas durante el viaje entre el 14 y el 19, a razón de unas 130 toneladas/hora; 12 150 toneladas durante la ruptura y el hundimiento, procedentes principalmente del tanque central número 4; 8000 toneladas desde el momento del naufragio hasta que comenzaron las labores de recuperación en 2004; y 13 700 toneladas recuperadas por las bolsas lanzaderas de Repsol. Estima finalmente que el resto que pudo quedar en los tanques del pecio se puede cifrar en 700 toneladas.

### Impacto medioambiental

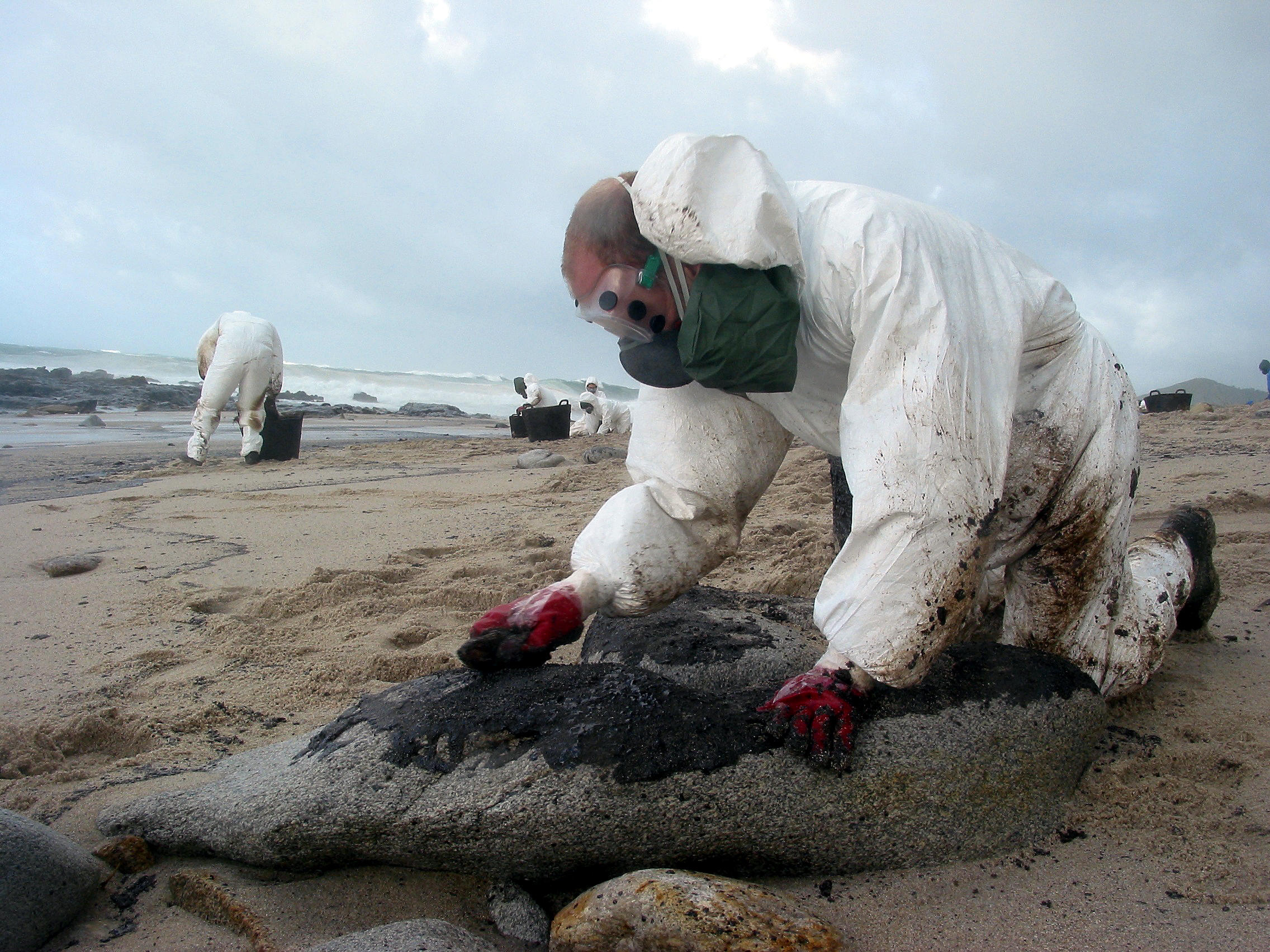
Un voluntario intenta limpiar el chapapote adherido en una roca de la playa.

Diferentes expertos predijeron que la vida marina sufriría por la contaminación procedente del Prestige durante un mínimo de diez años debido al tipo de vertido, fundamentalmente por su contenido en hidrocarburos aromáticos. Estos compuestos, de acción tóxica acumulativa, pueden envenenar al plancton, así como los huevos de los peces y crustáceos, y produciendo efectos cancerígenos en los peces y los animales que se nutren de ellos en la cadena trófica. También se les atribuyen efectos mutagénicos.
Las consecuencias del vertido sobre los ecosistemas gallegos fueron estudiadas por diferentes organismos oficiales, universidades y colectivos ecologistas. El sector más estudiado fue el correspondiente a la avifauna, tanto por ser el más conocido antes y después del accidente, como por la menor sensibilidad social y mediática que se percibe sobre otro tipo de fauna, como sería el plancton y los invertebrados marinos.
La verdad es que existía un notable desconocimiento de estos últimos animales antes del derrame del Prestige, lo que impide valorar adecuadamente los cambios que pudieran haber sufrido como consecuencia del vertido, ya sea sobre los descensos de población o sobre su distribución geográfica. Por esta razón, el posible impacto de la marea negra en invertebrados —moluscos, crustáceos o invertebrados que no son objeto de explotación pesquera— o sobre los peces ha de basarse en hipótesis sobre los previsibles efectos del fuelóleo sobre los diferentes seres vivos: mortalidad directa por contacto con el fuel o los efectos indirectos al perturbar los ecosistemas, como el cambio en la estructura de las comunidades ecológicas y la alteración de las redes de interacción entre las diferentes especies y entre predadores y presas.

### Impacto sobre las aves

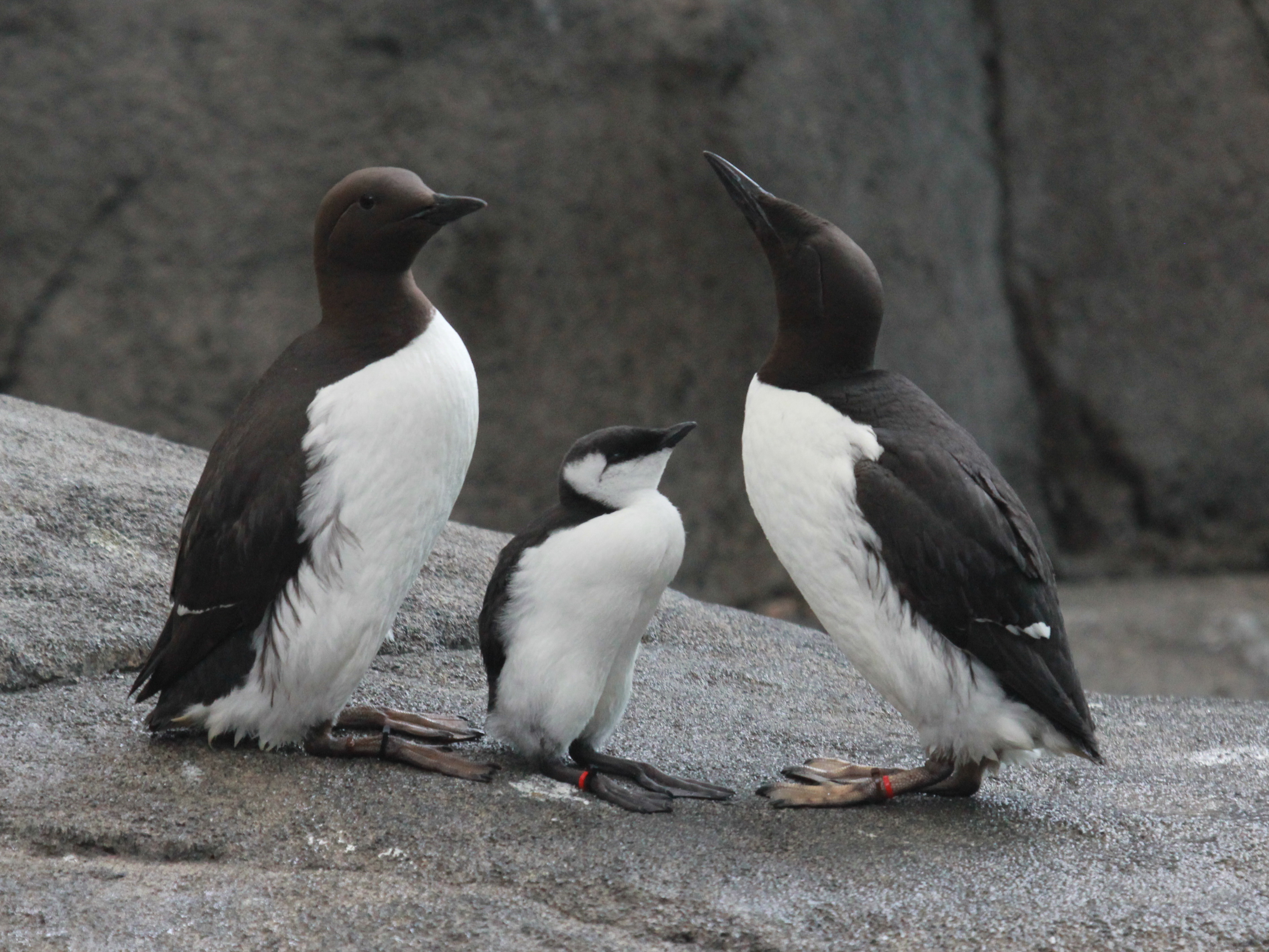
El arao fue una de las aves más afectadas por la marea negra.

Según la ONG Sociedad Española de Ornitología, hasta el 31 de agosto de 2003 se recogieron un total de 23 181 aves en España, Portugal y Francia después del vertido, que pertenecían a más de 90 especies. En la costa española se recogieron 19 510 aves, un 84,16 %; de las cuales 12 223 fueron en Galicia —un 52,73 % del total—, 3533 en el País Vasco, 2767 en Asturias y 987 en Cantabria. En Francia se recogieron 2831 y en Portugal 840. Teniendo en cuenta que las experiencias en otras mareas negras calculan que se recogen entre el 10 y el 20 % de las aves realmente muertas a causa del fuel, se puede estimar que el número de aves afectadas por el vertido del Prestige osciló entre 115 000 y 230 000 aves. La Sociedad Gallega de Ornitología publicó en noviembre de 2005 un informe en el que aportaba las siguientes cifras: entre 150 000 y 250 000 aves muertas según unas fuentes, y entre 250 000 y 300 000 según otras.
De esas 23 000 aves recogidas, solo 6120 fueron encontradas vivas, 2466 en Galicia, que se llevaron a varios centros de recuperación habilitados en Galicia. Se establecieron ocho Centros de recepción en Cervo, Narón, Carballo, Vimianzo, Puerto del Son, Villanueva de Arosa, Bueu y Gondomar; en los que se aplicaba un primer control, y después se enviaban a tres Centros de estabilización: el Centro de Recuperación de Fauna Salvaje de Santa Cruz de Oleiros, en La Coruña; el Centro de Recuperación de Fauna Salvaje de Veral, en Lugo, apoyado este por el Hospital Rof Codina; y el Centro de Rescate de Aves de Campiño, en Pontevedra, donde se realizaba el tratamiento curativo. Después se concentraban en Campiño, como Centro de rescate, donde se realizaba la limpieza del fuel y la recuperación, para proceder finalmente a la liberación de las aves, principalmente en Portugal. Al final solo se pudieron salvar 604 ejemplares, el 9,9 %.
La especie más común fue, con diferencia, el arao común (Uria aalge), con 11 802 aves, que representó el 51 % del total de aves recogidas y el 52,5 % de las recuperadas. Otras especies afectadas fueron el alca común (Alca torda), y el frailecillo atlántico (Fratercula arctica); cada uno aproximadamente un 17 % de las aves petroleadas que se recogieron.

### Impacto sobre las tortugas y mamíferos marinos
No se ha podido cuantificar lo suficiente el impacto que pudo tener la marea negra sobre los animales marinos presentes en las costas afectadas, como son las tortugas marinas, los cetáceos o las focas, pero es cierto que se observó un considerable aumento de los varamientos de cetáceos, muchos de ellos con la piel manchada de fuel. El número total de animales varados en la costa entre el 13 de noviembre y el 13 de enero fue de 128 animales: 54 cetáceos entre delfines comunes, delfines listados, delfines mulares y marsopas, de los que 32, el 60 %, tenían restos de fuel; cuatro focas, todas con fuel; siete nutrias, también manchadas y 63 tortugas, Caretta, 54 de ellas con fuel. Sin embargo, en el mismo periodo del año anterior solo había habido 30 varamientos, aunque la ONG CEMMA, que publicó estos datos, también señaló que las condiciones meteorológicas fueron especialmente duras ese año.

### Impacto sobre las actividades pesqueras
Tampoco quedó cuantificado el efecto de la marea negra del Prestige sobre las actividades pesqueras y marisqueras, así como sobre el resto de las actividades económicas relacionadas directa o indirectamente con el mar. En cualquier caso, el volumen de fuel vertido y la permanencia a lo largo del tiempo, junto con la considerable extensión de costa afectada, permiten cualificar como se vio afectado este sector. En concreto, 2500 barcos y 7000 familias quedaron amarrados en puerto. A las pérdidas derivadas del no poder pescar hay que sumar la crisis de mercado, y como en las actividades no relacionadas con el mar, las pérdidas de producto importado, especialmente marisco. Ya en las fechas previas a las navidades se constató que las grandes superficies redujeron un 50 % la compra de pescado y marisco gallegos y, para complicar más la situación, se descubrió que mariscadores furtivos ponían en el mercado marisco capturado en zonas no autorizadas.
El 18 de noviembre de 2002 se decretó la prohibición de las actividades pesqueras y marisqueras en la costa más afectada por el vertido, prohibición que fue ampliándose en los días siguientes. Solo tres meses después se comenzó a levantar la prohibición, también gradualmente, hasta que fue permitida en toda la costa el 15 de septiembre de 2003.
Para compensar este paro forzoso, la Junta de Galicia aprobó inmediatamente una línea de ayudas para los marineros, que incluía un subsidio de 1200 euros mensuales y 18 000 euros para los armadores de los arrastreros, sin restricciones, mientras duraba el cierre forzoso.

### Impacto sobre la salud

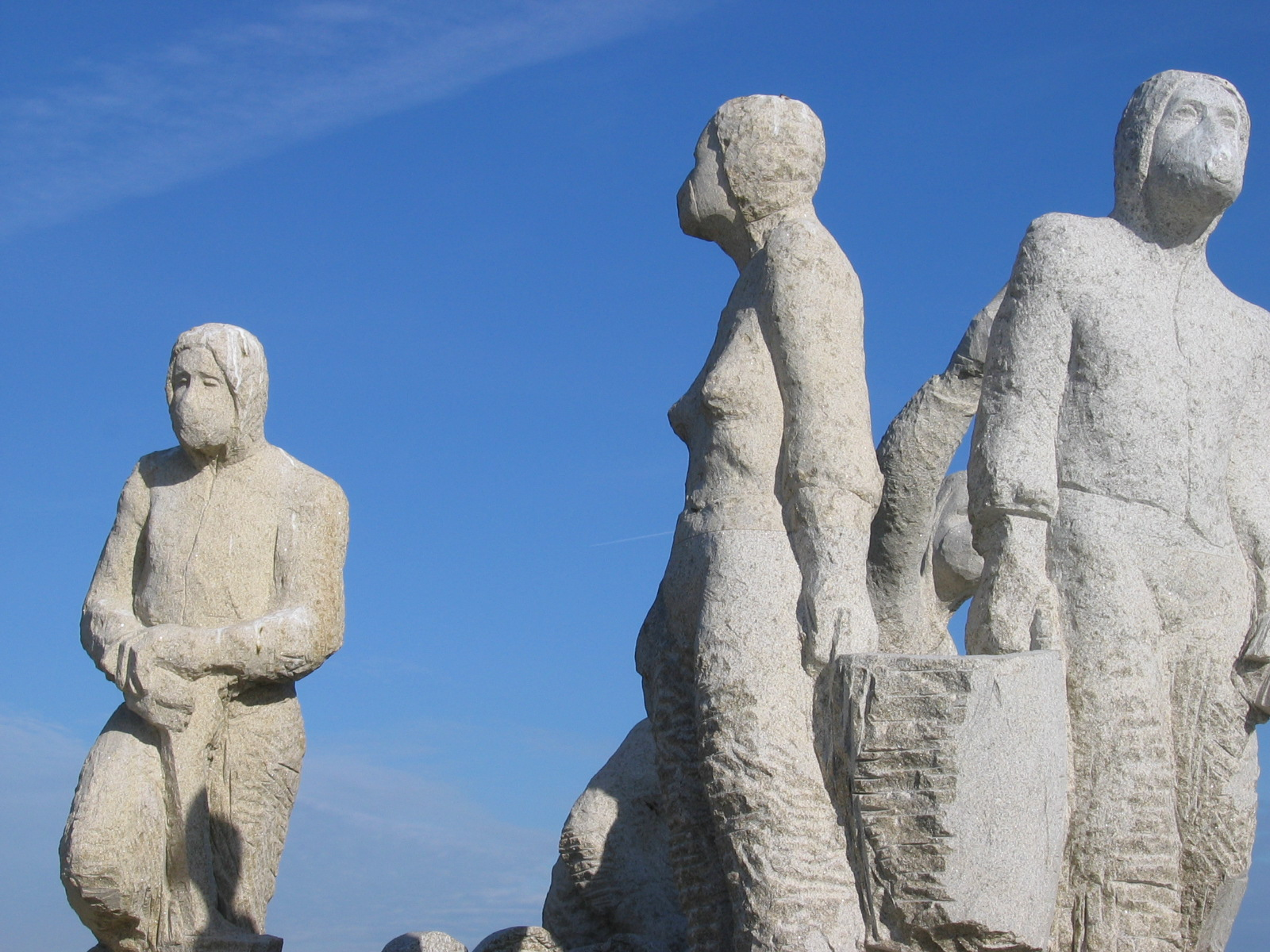
Monumento a los voluntarios en El Grove.

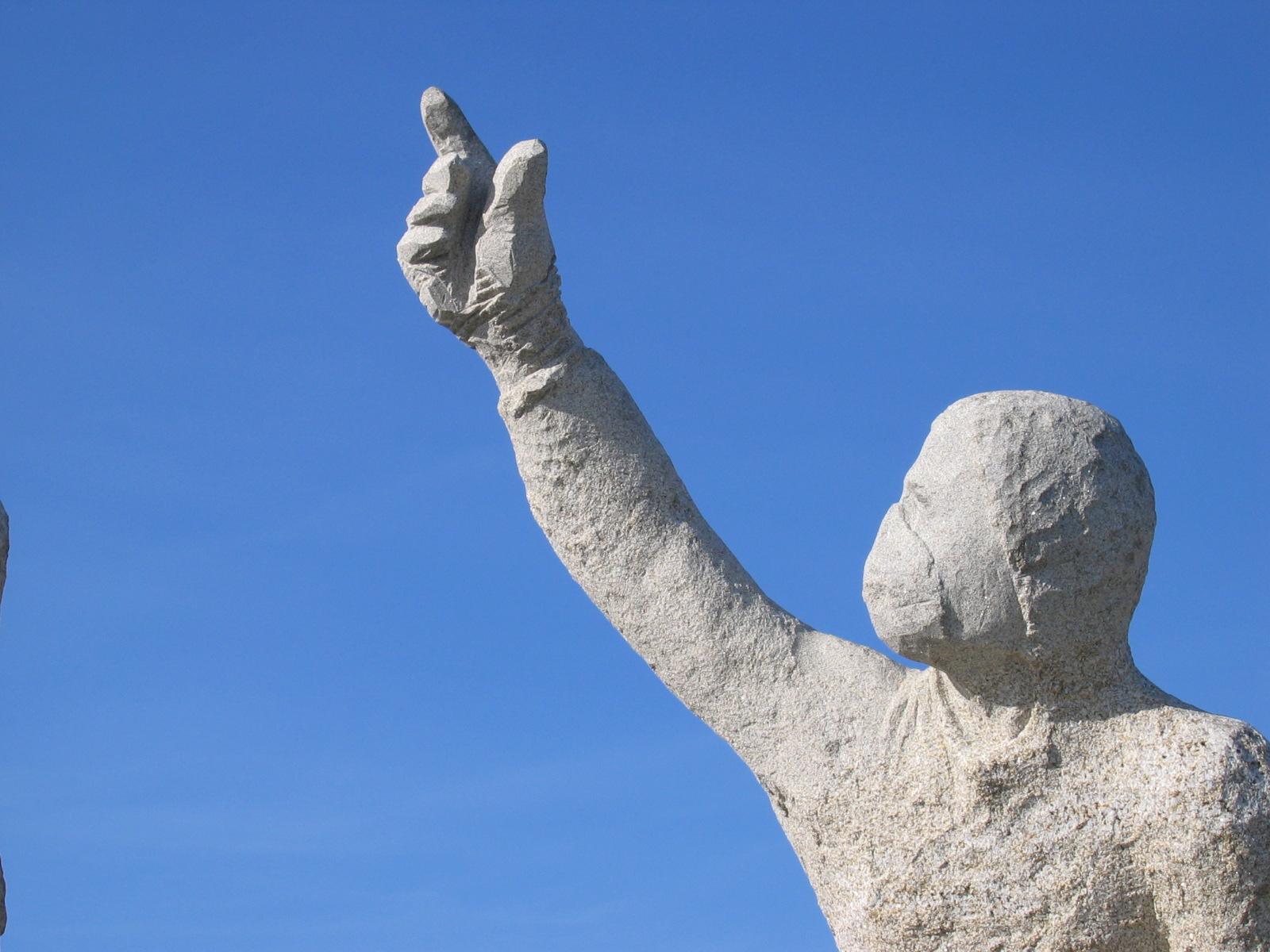
Detalle.

El fuel vertido por el Prestige contenía agentes tóxicos, cancerígenos e irritantes, principalmente hidrocarburos aromáticos, que representaban un 46,4 % de la masa de la carga, junto con un 19 % de hidrocarburos saturados y un 34,7 % de resinas y asfaltenos. Cabe destacar que el CEDRE informó de una composición diferente calculada sobre una muestra recogida del propio Prestige el 18 de noviembre: 37,6 % de hidrocarburos aromáticos, 48,5 % de hidrocarburos saturados, 8,3 % de resinas y 5,6 % de asfaltenos. Los hidrocarburos aromáticos poseen un conocido efecto nocivo sobre la salud y, en el caso de este vertido, a dos marineros que participaron en las labores de limpieza del fuel. Además, el fuel del Prestige contenía un 6,18 % de metales pesados: cobre, mercurio, cadmio, etc.; y más de un 2 % de azufre.
Desde el primer momento, las administraciones, universidades y otros colectivos anunciaron las medidas preventivas para que estas personas pudiesen realizar estas labores de limpieza sin sufrir ningún riesgo para su salud: ropa ajustada, máscaras, guantes y botas; desaconsejando la participación en estas labores a mujeres embarazadas o personas con enfermedades respiratorias crónicas. Pero la descoordinación en los primeros días hizo que muchos de estos equipos no llegasen a todos los que recogían chapapote, ya sea porque se distribuyeran cantidades insuficientes del material o este no reuniese los requisitos mínimos de seguridad, por lo que era frecuente ver voluntarios sin la dotación necesaria.
Científicos de la Unidad de Toxicología de la Universidad de La Coruña concluyeron en 2012 un estudio sobre los efectos sobre ratas de la exposición ambiental de las emanaciones de los hidrocarburos de composición similar a los que emitía el chapapote que limpiaron los voluntarios, que puso en evidencia que causaba daños en el ADN de estos animales. Otro estudio de la Universidad de Santiago puso de manifiesto que a inhalación de los vapores de fuel por los voluntarios, sobre todo si esta es prolongada, causaba daños en el ADN que incrementaba el riesgo de padecer cáncer; esta alteración del ADN desaparecía al cabo de seis años, momento en el que el riesgo descendía a valores similares al de aquellos que nunca hubieran estado en contacto con fuel.
El Servicio Gallego de Salud (SERGAS) publicó un resumen con las patologías atendidas entre los voluntarios hasta julio de 2003 según el cual hubo 270 casos de irritación ocular, 229 de irritación faríngea, 179 de irritación respiratoria, 268 de dolor de cabeza y 185 casos de náuseas y vómitos, además de traumatismos diversos, 202 casos. El total de personas atendidas fue de 1462.
Otro aspecto en este sentido fue el control de la posible contaminación del pescado y el marisco por hidrocarburos. La Junta de Galicia realizó numerosos controles analíticos sobre estos productos en las industrias y en el mercado, con el objetivo de asegurar la salubridad de los alimentos de origen marino comercializados tanto en Galicia como en el resto de España.
En octubre de 2003, la Agencia Española de Seguridad Alimentaria publicó un informe con los resultados de las 40 915 inspecciones realizadas en España hasta el 13 de octubre, de los que 33 105 se llevaron a cabo en Galicia —un 80,9 % del total—. El 30 de octubre el SERGAS informó que se habían hecho 41 938 inspecciones y 870 análisis en peces, moluscos y cefalópodos, siempre con resultados favorables, en establecimientos de venta. Concluyó que «Los productos del mar procedentes de las zonas afectadas por la marea negra del Prestige, que se ponen a la venta en mercados y establecimientos comerciales, están en buen estado, son inocuos para la salud y se pueden consumir con total garantía de seguridad y absoluta confianza». También la Universidad de La Coruña hizo exámenes y detectó la presencia de niveles peligrosos en algunos de los productos de pesca analizados entre enero y marzo, pero en esos momentos estaba prohibida la pesca.
A día de hoy aún no se ha hecho un estudio completo sobre los efectos del fuel sobre la salud de los voluntarios, menos aún sobre los posibles efectos a largo plazo.

### Impacto social

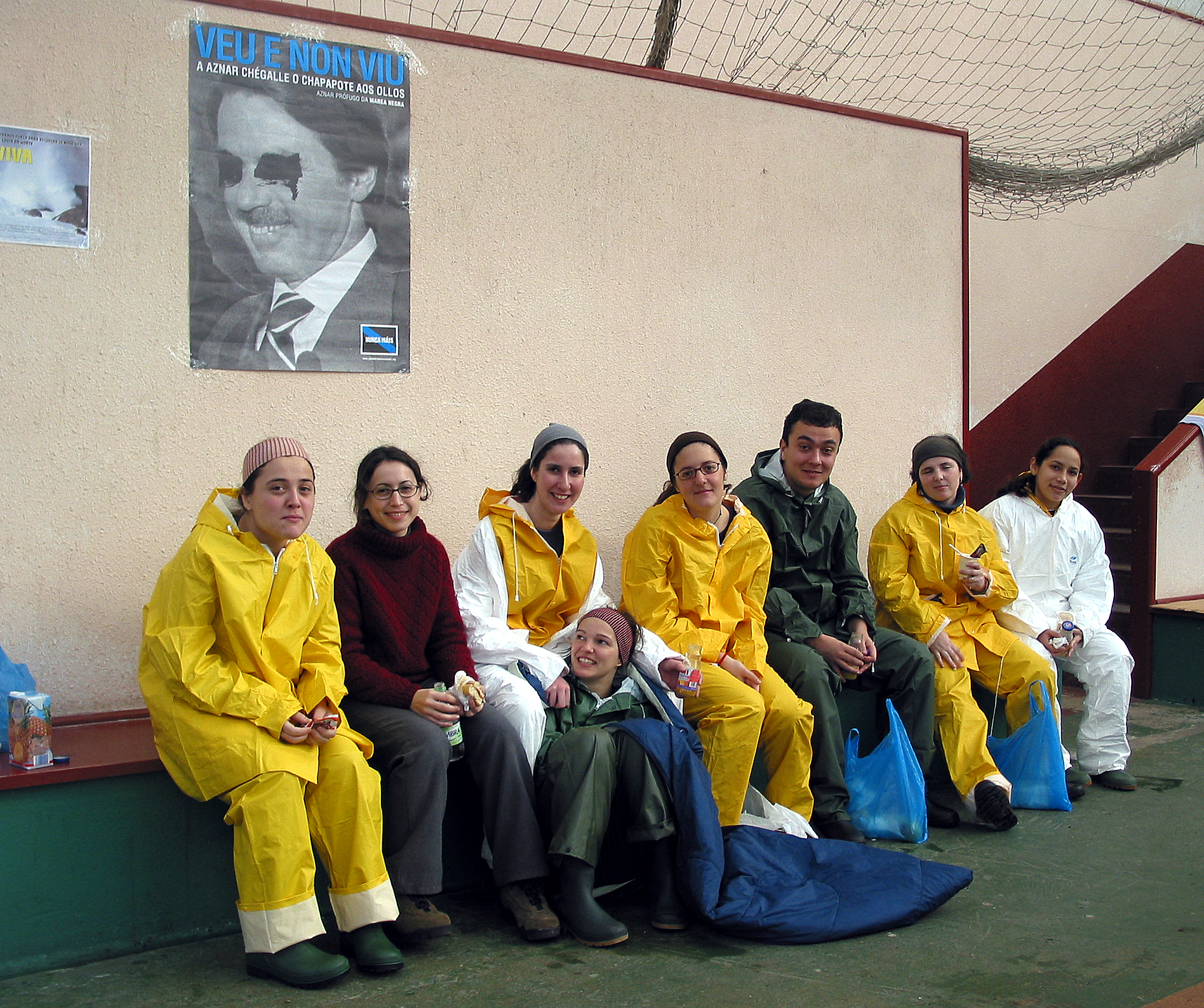
Un grupo de voluntarios.

Una de las imágenes más representativas de la catástrofe del Prestige es la labor de los voluntarios en la limpieza de las playas y en la recuperación de aves petroleadas a lo largo de toda la costa afectada. Las autoridades contabilizaron unas 115 000 personas, así como 327 476 participaciones en tareas de limpieza por persona y día, entre noviembre de 2002 y julio de 2003. Estas acudieron de forma espontánea u organizada desde toda Galicia —55 000— y del resto de España; unos 1000 voluntarios eran extranjeros. Otras fuentes elevan la cifra de voluntarios a 200 000 o incluso 300 000.
A esta cifra habría que sumar los marineros y mariscadores que recogieron gran parte del fuelóleo vertido en el mar; los militares que se desplegaron en la zona, unos 32 600, y que además de participar en las tareas de limpieza ayudaron a los voluntarios al repartir unas 25 000 raciones de comida y 8300 mantas; y los contratados por TRAGSA para continuar con los trabajos.
Esta masiva presencia de gente en toda a costa de Galicia se vino a denominar "marea branca", en referencia a los equipos de protección que se les proporcionaron. Nunca en historia de Galicia ni de España se había visto semejante movilización solidaria.

### Consecuencias políticas

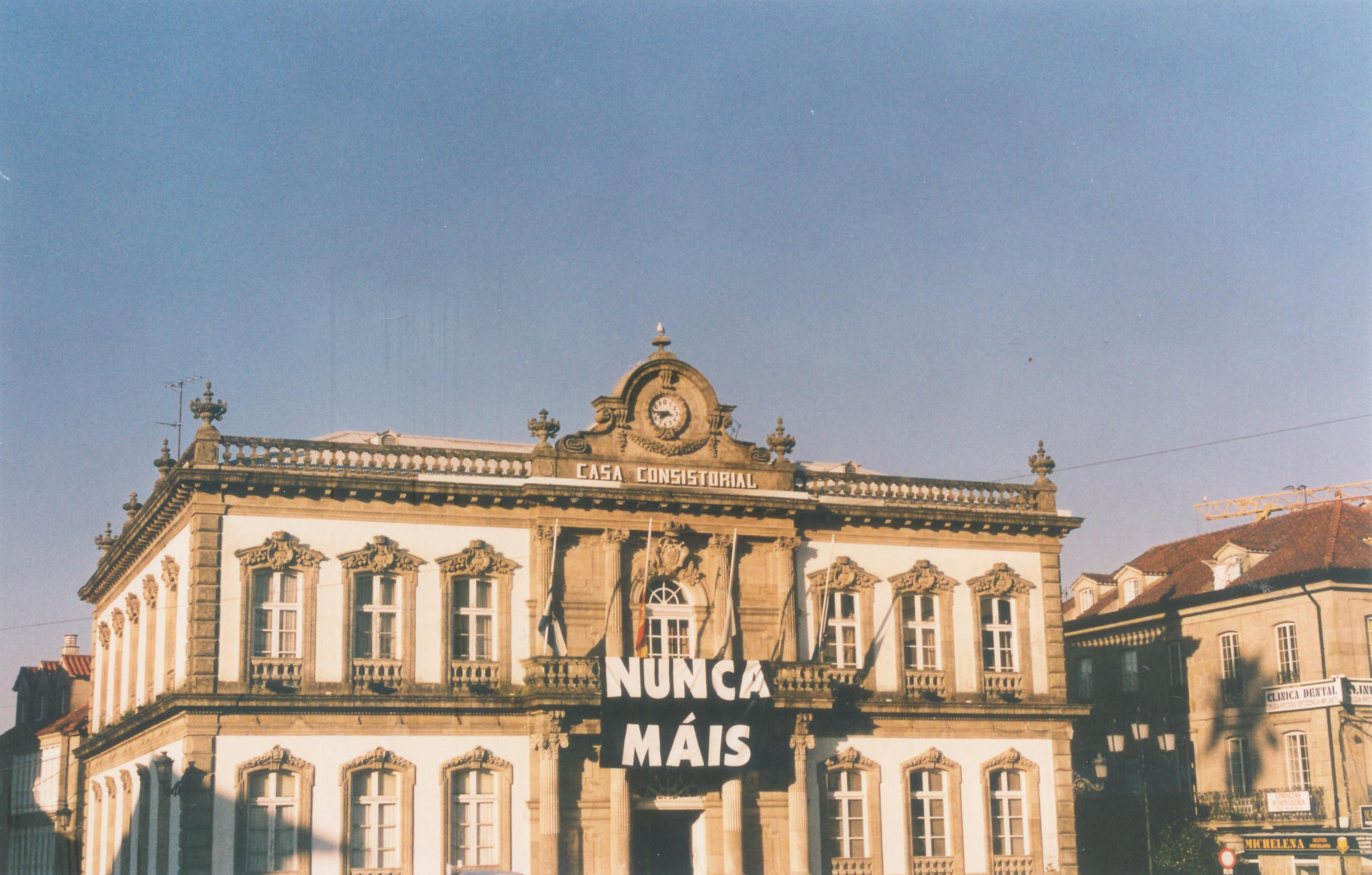
Pancarta de "Nunca Máis" en la fachada de la casa consistorial de Pontevedra.

La magnitud de la catástrofe y la discutida gestión de la misma por parte de las autoridades competentes hicieron que en toda Galicia se multiplicasen las reacciones de indignación ciudadana en los actos de protesta, fundamentalmente, contra el gobierno del Partido Popular en Galicia y en España; toda las manifestaciones convocadas tenían como lemas comunes la crítica a la gestión del PP y pedían las dimisiones y asunción de responsabilidades de las autoridades gallegas y nacionales, en manos del PP. En Aguiño, el 3 de diciembre, José Luis Torres Colomer, presidente de la Diputación de La Coruña, y Xesús Alonso Fernández, alcalde del Partido Popular de Boiro, fueron recibidos con puñados de chapapote lanzados por los marineros. Quizás la única reacción contra alguien fuera del PP fue el lanzamiento de huevos a Zapatero durante la manifestación de Santiago del 1 de diciembre.
Siete de los once mayores vertidos de fuel europeos en los últimos 30 años habían sucedido frente a las costas gallegas, como el Polycommander en 1970 que vertió 35 000 toneladas de fuel, el Urquiola en 1976 con 100 000 toneladas, el Andros Patria en 1978 con 50 000 toneladas o el Aegean Sea en 1992 con otras 79 000, por citar los más significativos; que sumaban más de 300 000 toneladas de fuel vertidas en las costas gallegas. Así, aunque Jaume Matas negó el descontento popular —«Yo no veo ninguna crispación social»(3 de diciembre de 2002—, la población gallega estaba especialmente sensibilizada por los precedentes de tantas mareas negras a lo largo de los años, por lo que la población salió masivamente a las calles y protagonizó manifestaciones históricas, como las celebradas en Santiago de Compostela el 1 de diciembre de 2002 o en Vigo el 6 de enero siguiente, así como en Madrid el 23 de febrero, a la que asistieron diversas personalidades como el actor Luis Tosar, que leyó un manifiesto con motivo de la convocatoria. El 22 de enero, 42 000 estudiantes y 3000 profesores de toda Galicia, bajo la convocatoria realizada por la Coordinadora de Ensinantes Areanegra, formaron una cadena humana de 40 km de longitud entre Malpica y Lage. En otras localidades se organizaron actos similares: entre el Domus y Riazor, en La Coruña; en el puente del Milenio, en Orense; en la muralla de Lugo; rodeando la Catedral de Santiago de Compostela, en las playas de Corujo y Canido, en Vigo etc; hasta completar un total de 70 000 niños, según fuentes de Areanegra. La Consejería de Educación declaró que ese día faltaron a clase 55 072 alumnos de secundaria.
Pero en los primeros meses hubo muchas más en diferentes puntos de Galicia, acompañadas de numerosas pintadas, pancartas exigiendo dimisiones, crespones negros en las ventanas, pegatinas en los coches y sobre la ropa, coplas y disfraces en el Entroido de 2003, etc. Por otro lado, diferentes colectivos culturales, como la plataforma de intelectuales y artistas Burla negra o los artistas gráficos de Colectivo Chapapote, entre otros, organizaron numerosos eventos como conciertos solidarios, exposiciones o lecturas públicas. Los humoristas dejaron su particular visión de los hechos.

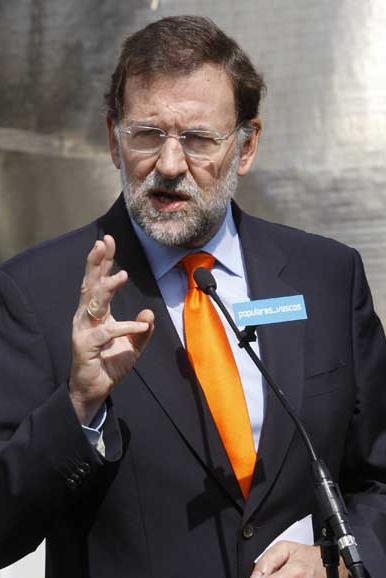
Mariano Rajoy, vicepresidente y portavoz del gobierno de Aznar durante la catástrofe.

Una de las mayores críticas a la gestión de la crisis se hizo contra los intentos de minimizar el volumen vertido y sus consecuencias.

La catástrofe del Prestige fue una "catástrofe". Conviene llamar a las cosas por su nombre, sobre todo cuando se trata de ser analíticos. Denominaciones como "episodio", "desgracia", "incidente", "vertido accidental", "derramamiento de fuel", "marea contaminante", etcétera, no dejan de ser intencionadas perversiones del lenguaje o eufemismos, a los que recorren quienes tienen otros intereses
Traducido de: Pedro Armas y Antonio García-Allut (2003):Que foi do Prestige?, Sotelo Blanco.

En este sentido, en la crónica de lo sucedido ya se relataron diferentes declaraciones públicas de las autoridades, a las que se puede añadir la que hizo Mariano Rajoy comparando las 125 toneladas que vertía el pecio con «hilillos de plastilina», que resultó ser la forma con la que los expertos del batiscafo Nautile explicaron la situación a los políticos implicados.

Salen unos pequeños hilitos, hay cuatro en concreto, los que se han visto, cuatro regueros, me dicen, regueros solidificados con aspecto de plastilina en estiramiento vertical
Mariano Rajoy, 5 de diciembre de 2002.

Lo cierto era que, en esas fechas, el volumen de fuelóleo vertido desde el fondo del mar por los restos del Prestige ascendía a unas 125 toneladas diarias. Fue a partir del 22 de diciembre cuando el Nautile comenzó a sellar las grietas, unas totalmente y otras parcialmente, y no acabó hasta finales del febrero siguiente. Cuando en 2004 se terminó de vaciar el pecio, las pérdidas quedaron reducidas a 20—50 litros diarios.
Incluso José Saramago manifestó así su opinión:

Me chocó particularmente el ocultamiento, la distorsión de los hechos, la mentira sin disfraz. También carecía de vergüenza.
Traducido del portugués: José Saramago, 21 de enero de 2003

Otra de los puntos críticos tuvo que ver con la censura informativa que se impuso en los medios de comunicación públicos, así como la ejercida sobre los funcionarios a quienes se les prohibió cualquier declaración a los medios. El 13 de diciembre, el Comité de Trabajadores de TVE, RNE y RTVE publicó un comunicado en el que manifestaban:

...la indignación de los trabajadores de RTVE por el tratamiento informativo y la selección de contenidos de los informativos de TVE y RNE, cuya manifestación más escandalosa se producía en los últimos días, cuando los informativos de la Televisión y Radio Públicas negaron, ocultaron y minimizaron los daños causados por el hundimiento del Prestige y las gravísimas repercusiones que las sucesivas mareas negras que llegaron hasta las costas gallegas y del litoral cantábrico, van a representar para Galicia, Asturias, Cantabria y Euskadi. […] Sentimos la necesidad de pediros públicamente perdón, a ser emitidos por TVE y RNE añade más dolor a su dolor.

De forma paralela, la Junta de Gobierno del Colegio Profesional de Periodistas de Galicia también denunció el silencio informativo decretado por las Autoridades:

"... desea transmitir a la opinión pública su preocupación por las dificultades que el Gobierno Central y la Junta de Galicia están poniendo delante a los periodistas para informar acertadamente sobre las circunstancias en las que tuvo lugar la deriva y posterior naufragio del petrolero Prestige y acerca de la evolución de las sucesivas mareas negras de fuel pesado que de estos hechos derivaron y están por derivar.

Una tercera crítica que se hizo al Gobierno fue la ausencia de las autoridades en la zona del vertido, lo que se interpretó como una muestra de desinterés por la situación que estaba pasando Galicia.

La falta de implicación desde el primer momento de [Manuel Fraga, Carlos del Álamo, Jaume Matas o Álvarez Cascos es imperdonable
Comunicado conxunto de ADEGA, CEMMA, SGEA e SGHN (nov. de 2002)

En efecto, el presidente del Gobierno, Aznar, se marchó a República Dominicana, a una cumbre de mandatarios iberoamericanos; el ministro de Pesca, Arias Cañete, a Sevilla; el ministro de Fomento, Álvarez Cascos, de quien dependía la seguridad marítima, estaba esquiando en Sierra Nevada; el ministro de Medio Ambiente, Jaume Matas, pasó el fin de semana en Doñana; y el presidente de la Junta, Manuel Fraga, se marchó el sábado u el domingo a otra cacería a Aranjuez, junto a Cuíña y Carlos del Álamo. Aunque en un principio se negó que Fraga hubiese salido de Galicia en ningún momento, al final se tuvo que admitir que sí que acudió, aunque solo por cuatro horas.
En cualquier caso, Mariano Rajoy sobrevoló la costa petroleada el 19 de noviembre, y dio una rueda de prensa en Cayón, donde afirmó que «Las cosas se han hecho razonablemente bien». Miguel Ángel Cortizo, del PSOE, y Beiras, del BNG, habían acudido en la mañana del día 14.
Jaume Matas, ministro de Medio Ambiente, no se presentó hasta el día 20, en Barrañán; el día 21, Zapatero, en Mugía; y Fraga en Caión, Camelle y Camariñas. Este último se presentó anunciando que el «traía los cuartos [dinero], no palabras». El día 2 de diciembre acudió el rey Juan Carlos, que visitó Mugía y Lage, y el 16 de diciembre el príncipe Felipe. EL 23 de diciembre, el ministro Trillo bajó hasta las playas de Carnota para asegurar después que «Las playas están limpias y esplendorosas».
El presidente Aznar no se acercó a Galicia hasta el 14 de diciembre, pero en un viaje de tan solo 3 horas, limitándose a visitar la Torre de Control de Tráfico Marítimo de La Coruña bajo fuertes medidas de seguridad y, de regreso, sobrevolar las islas Cíes y la zona del hundimiento. Quiso justificar esos dos meses de retraso diciendo que «Dije que no vendría a hacer fotos oportunistas, sino a traer soluciones, y estoy en condiciones de hacerlo». Prometió desviar para Galicia 260 millones de euros de los fondos europeos que estaban asignados a otros proyectos. A pesar de que el gabinete de prensa del presidente del gobierno no anunció el viaje hasta las once de la noche del día 13, un millar de personas entre los que se encontraba el escritor Manuel Rivas, se juntó en las inmediaciones de la Torre de Control para expresarle su repulsa al presidente del gobierno; la policía zarandeó a algunos manifestantes y efectuó una detención.
Pero, quizás, la crítica más grave fue que la gestión que las autoridades hicieron del naufragio, desde el mismo momento del accidente, fue que agravó sustancialmente la dimensión de la catástrofe, tanto por la carencia de medios ante una marea negra de este calibre, como por la desorganización, improvisación y descoordinación que hubo en todo el proceso.

Por último, el rumbo errático que siguió el petrolero remolcado, y el desconocimiento de los vientos y corrientes dominantes de nuestro mar, sorprenden por la gran ineptitud alcanzada por el responsable de dar órdenes
Colectivo de Geógrafos de la Universidad de Santiago de Compostela

Con todo, no hubo en ningún caso asunción de responsabilidades políticas ni de errores cometidos en la gestión de la catástrofe. No hubo ceses ni dimisiones y, salvo el director general de la Marina Mercante José Luís López Sors, que resultó imputado, todos continuaron con sus respectivas carreras políticas con mayor o menor éxito. Cabe citar una excepción, un diputado socialista en la Asamblea de Madrid, Antonio Carmona, que el 12 de diciembre dijo que «El PSOE está sobrado de votos, pero si hace falta hundimos otro barco». Tras este incidente, tuvo que dimitir.
El 12 de diciembre, el Partido Socialista de Galicia presentó una moción de censura contra Fraga en el Parlamento de Galicia, que este superó sin dificultades dada la mayoría con la que contaba, pero resultó innegable la erosión que estaba sufriendo. Días antes había perdido perdón en un pueblo de la zona: «Pudo haber alguna descoordinación. Solo admito pedir perdón si hubo alguna falta» (5.12.2002).
Otra víctima colateral del Prestige fue el consejero Xose Cuíña, que se vio forzado por Fraga a presentar su dimisión el 16 de enero al hacerse público que la empresa Gallega de Suministros Industriales, propiedad de la familia Cuíña había vendido 8520 trajes y 3000 más a otra empresa, Paycar, que a su vez los vendió a TRAGSA, empresa concesionaria del suministro de equipos y material a los voluntarios. Cuíña se defendió asegurando que las empresas de su familia no cometieron ninguna ilegalidad o irregularidad, y añadió que, de lo contrario, donarían contenedores por valor de 36 000 euros.[cita requerida]
Este cese puso fin a la tensión que entonces vivía el gobierno de Fraga tras el consejo celebrado el 1 de diciembre en Santiago de Compostela, en el que Cuíña, junto a Juan Miguel Diz Guedes, Xesús Pérez Varela y Aurelio Miras Portugal; exigió que la Junta se desmarcara de la gestión que estaba llevando a cabo el gobierno central. Frente a Cuíña se unieron Xosé Antón Orza, López Veiga y —fuera del Consejo— Xesús Palmou. En Madrid, Aznar interpretó todo esto como un golpe de estado a Fraga y forzó el cese de Cuíña.
Una encuesta realizada en marzo de 2003 por el Barómetro Sociopolítico Galego puso de manifiesto que el 60,7 % de los gallegos creían que alguno de los responsables políticos debería dimitir, frente a un 29,9 % que opinaban que no era necesario. Evidentemente, esta exigencia de responsabilidades difería mucho según la ideología política de los encuestados: consideraban imprescindibles las dimisiones el 100 % de los votantes de EU, el 87,4 % de los votantes de BNG y el 76,1 % de los votantes del PSOE, frente a solo un 37,4 % de los votantes del PP.

#### Consecuencias electorales
En las elecciones locales siguientes en mayo de 2003, el Partido Popular repitió sus buenos resultados en la Costa de la Muerte, pero en las siguientes elecciones autonómicas del año 2005 perdió la mayoría absoluta. También había perdido con anterioridad las elecciones generales de marzo de 2004.
Sin embargo, es necesario estudiar con más detalle el resultado de las elecciones municipales de 2003. Mientras que a nivel nacional los dos grandes partidos mantenían casi un empate técnico de 34,28 % del PP frente al 34,71 % del PSOE, en Galicia el PP perdió 3,88 puntos desde el 45,39 % de las municipales de 1999 hasta el 41,51 % de las de 2003, cuando a nivel nacional la pérdida solo había sido de 0,43 %. De forma paralela, la suma del PSOE y el BNG superó en un 4,92 % el resultado del PP en Galicia, mientras que en las municipales de 1999 el PP superaba a la suma del PSOE y BNG en un 1,60 %.

#### Plan Galicia
Como medida para reparar el daño causado, el Gobierno español aprobó un plan especial de reactivación económica, el "Plan Galicia", que preveía una inversión de 12 459 millones de euros.
Tras la derrota del PP en las elecciones de 2004, la denominación de "Plan Galicia" fue abandonada por el nuevo Gobierno, que la tachaban de ser propaganda partidista.

## Limpieza

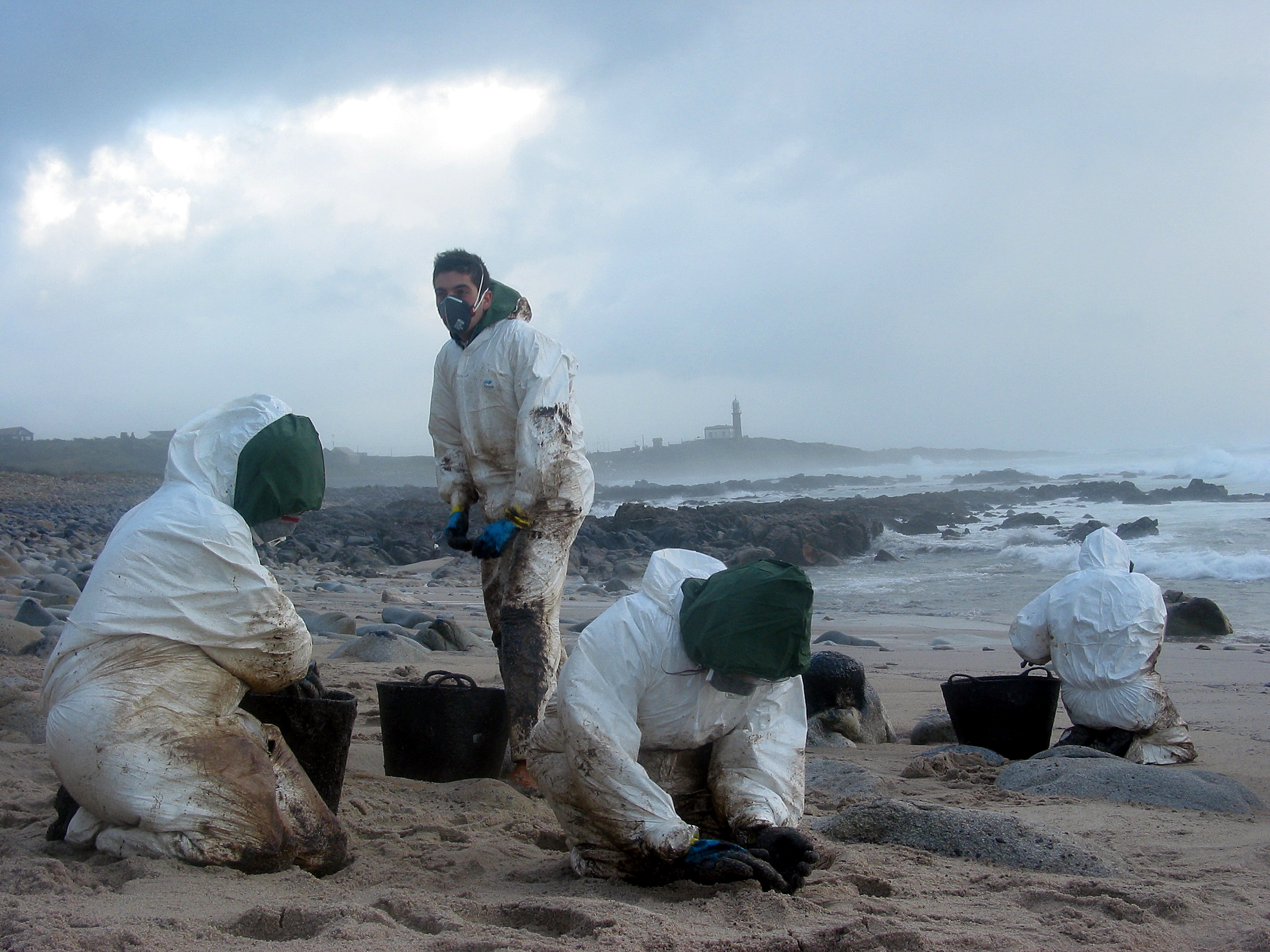
Voluntarios limpiando una playa afectada.

La organización de la limpieza fue asumida por los concejos, las cofradías de pescadores, directamente o en colaboración con colectivos ecologistas o civiles, y posteriormente por la Junta de Galicia a través de la empresa de capital público TRAGSA. Las labores de limpieza alcanzaron el fuelóleo vertido tanto en el mar como en las costas y el que quedó en el barco hundido; también hubo que limpiar multitud de aves petroleadas.
El éxito de la campaña de limpieza se debió, aunque con discrepancias, al esfuerzo de los voluntarios, marineros y a la Administración, que consiguieron que en el verano siguiente el fuel solo afectase significativamente a la costa comprendida entre Corrubedo y Cabo Ortegal. EL 7 de marzo, Mariano Rajoy declaró que «Confiamos en que el próximo 1 de julio las playas recuperarán la normalidad». El 1 de junio de 2013 el Gobierno cuantificaba en 12 de 702 las playas en las que seguía existiendo fuel; añadir que para esta fecha ya se habían limpiado 674 000 m² de zonas rocosas y quedaban por limpiar otros 293 000 m². Sin embargo, un estudio de la situación de la costa en agosto arroja la cifra de 135 playas españolas afectadas por el fuel.

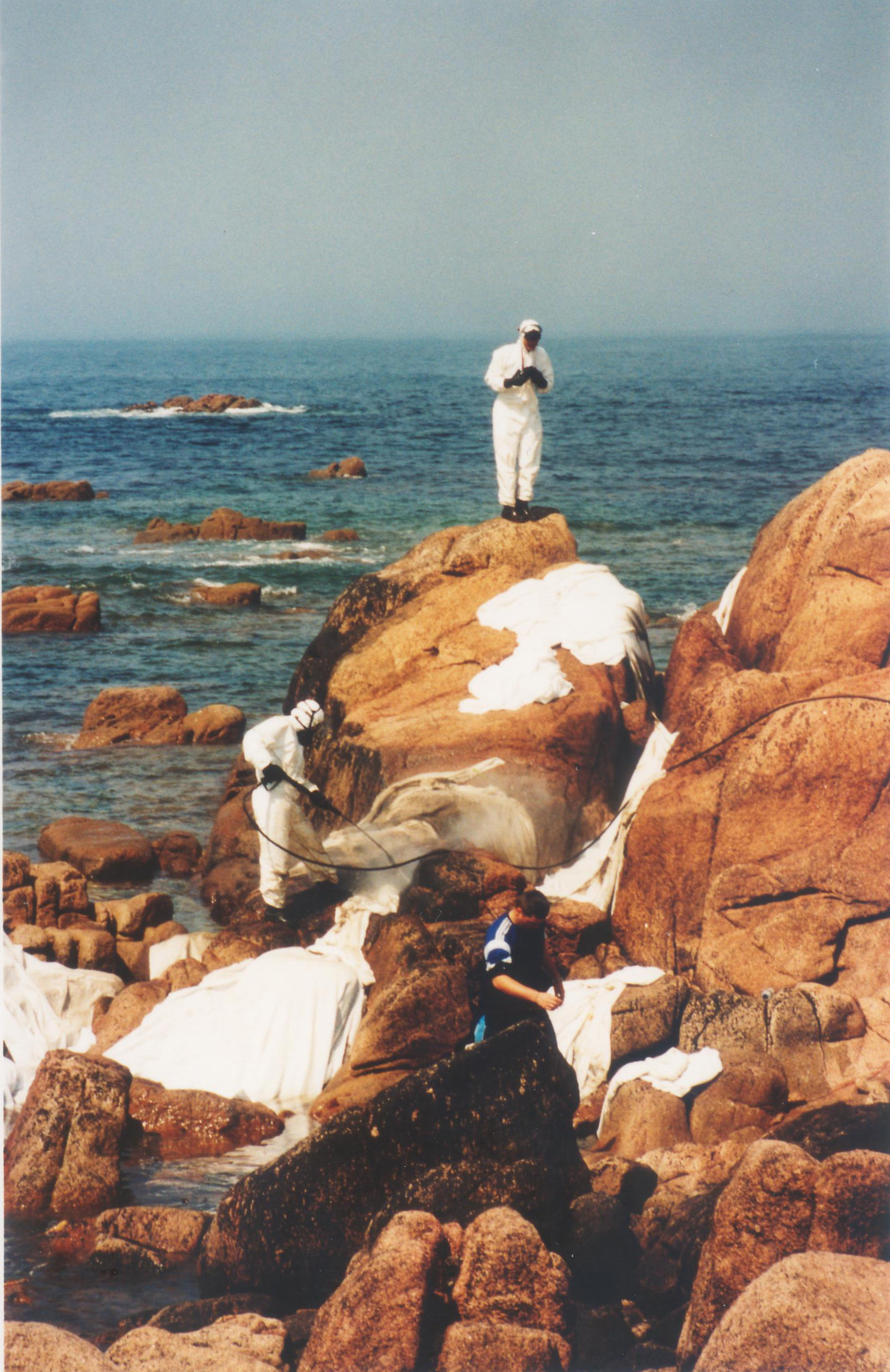
Máquinas hidrolimpadoras en unas rocas de Lage.

Durante el verano de 2003, el entonces consejero de Medio Ambiente Xosé Manuel Barreiro califica como datos positivos la concesión de Banderas Azules en playas gallegas, pues ese año se recibieron 57, solo seis menos que el año anterior. Añadir que el 98 % de las playas estaban recuperadas. Un año más tarde Galicia consiguió 24 banderas azules más, alcanzando un total de 81 playas en 32 localidades distintas; la Costa de la Muerte recuperó todas sus banderas y consiguió cuatro más. En ese verano Cataluña ostentaba 90 banderas y Valencia 87.
El problema no resuelto era el fuel en las zonas rocosas y en el fondo del mar. En noviembre de 2004, cuando se dieron por terminadas las labores de hidrolimpieza —tras 20 meses de trabajo— aún quedaban 66 000 m² de costa con restos de fuel, en la Costa de la Muerte —60 000 m²— y en las islas Atlánticas —6000 m²—. En esas fechas, la cantidad de chapapote que se recogía en tierra era tan solo de 20—30 kg diarios, frente a las tres toneladas diarias que se recogían en los seis meses anteriores. Entre agosto y septiembre, el Ministerio de Medio Ambiente realizó 500 pruebas en las playas de Nemiña, Rostro, Arnela y Mar de Fóra, unas playas especialmente afectadas y en las que se recogió el 18,47 % de todo el chapapote recogido en la costa gallega, sin detectar fuel soterrado en la arena.
No obstante, distintas prospecciones realizadas en el fondo marino confirmaron la presencia de fuel, en ocasiones enterrado bajo los sedimentos. Los expertos reconocieron que no se sabía ni la cantidad ni la distribución, pero sostenían que se correspondía a la parte más pesada y menos tóxica del fuelóleo vertido, los asfaltenos. En este mismo estudio se comprobó que el 20 % de las muestras recogidas entre mayo de 2003 y noviembre de 2004 no pertenecían al vertido del Prestige, sino a vertidos y limpiezas de otros barcos.
Todo este fuel acumulado en el fondo del mar, bajo la arena o formando placas superficiales, termina constituyendo formaciones más o menos esféricas que, tiempo después, son expulsadas a la costa por el mar de fondo en forma de bolas compactas de chapapote.
Todo el fuel que se fue recogiendo desde el primer momento, unas 90 000 toneladas en total, fue depositado en balsas construidas a tales efectos en Somozas —60 000—, Cerceda —20 000— y en otros puntos —10 000 toneladas—. La mayor parte fue trasladada a las instalaciones de la Sociedad Gallega de Residuos Industriales S.A., en Somozas para su inertización, operación para la que el Gobierno dedicó 24 millones de euros. Diez años después, aún permanecían sin tratar unas 10 000 toneladas en los depósitos de la empresa, a la espera que los gobiernos estatal y gallego acordasen quien tenía que pagar los 3 millones de euros que costaría su tratamiento.

### Limpieza del pecio
El Prestige se hundió conservando unas 13 700 toneladas en los tanques que se mantenían intactos. Ese fuelóleo representaba un peligro tanto por el vertido que se producía en las grietas, que fueron parcialmente selladas en el año 2003, como por nuevos vertidos en el futuro tras la previsible corrosión del casco. El Nautile confirmó la salida del fuel desde las primeras inmersiones, algunas de ellas de grandes dimensiones. Así, el 4 de diciembre se descubrió una a través de una escotilla de 1 metro de diámetro —aun así, el día 5, Rajoy describió las fugas como «cuatro pequeños hilillos»—. En los días sucesivos se fue detectando nuevas fugas en todos los depósitos, hasta contabilizar un total de 26 fugas el día 25 de diciembre, por las que se vertían entre 125 y 150 toneladas diarias. El mismo Nautile comenzó a sellar estas fugas el día 13, fecha en la que tapona la primera; el día 22 se habían sellado ya 5 fugas, pero los responsables de esta operación advirtieron desde el primer momento que se trataba de una solución provisional que no aguantaría más que unos meses.

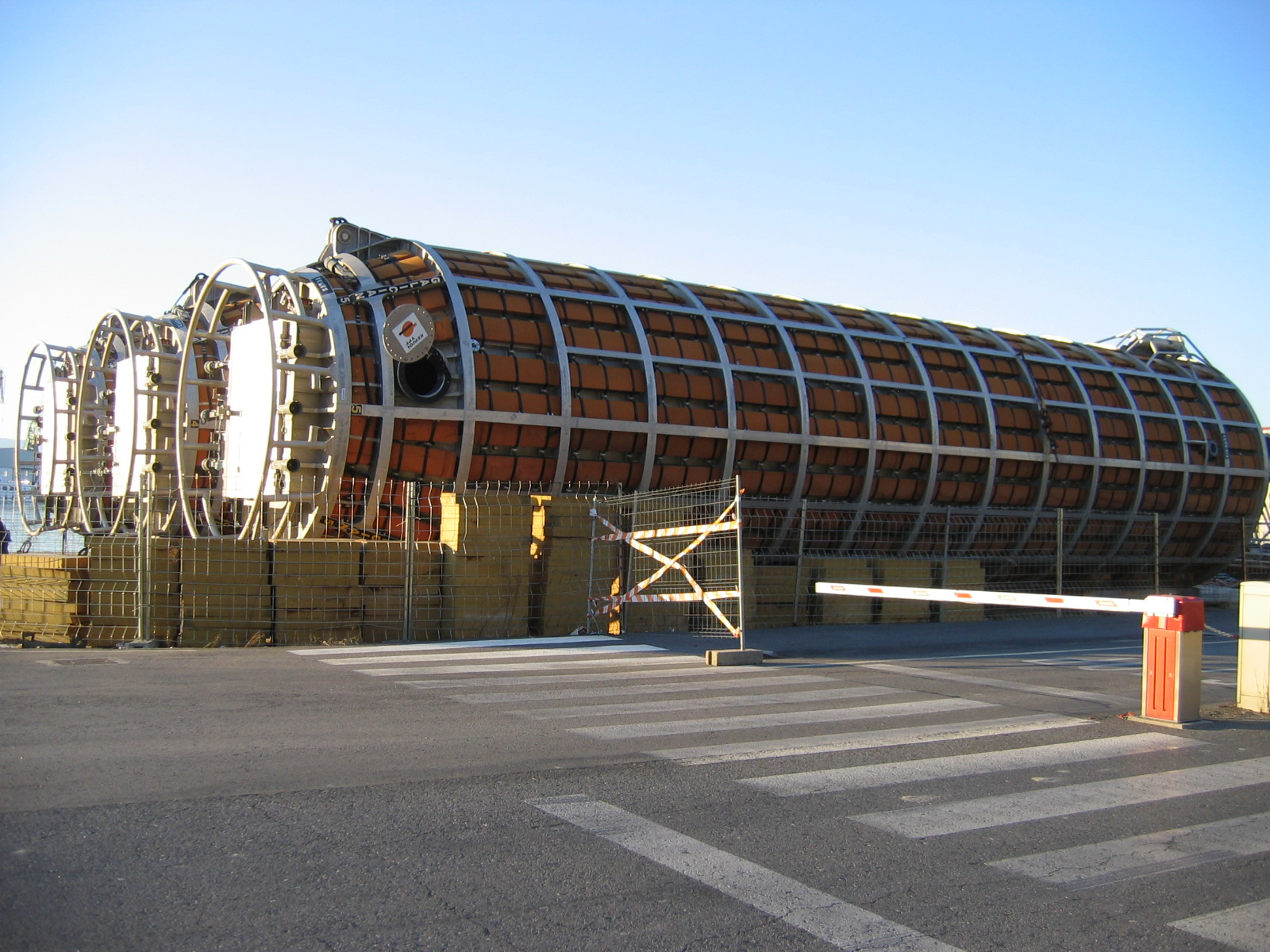
Lanzaderas con las que se produjo la extracción de fuel del pecio en el verano de 2004.

Para evitar este vertido continuo que podía prolongarse a lo largo de los años, el Gobierno contrató a Repsol para que extrajese el fuel de una forma segura y definitiva. El operativo de limpieza se inició en junio de 2004 se dio por finalizado en octubre.
Para llevar a cabo este trabajo se diseñaron cinco grandes bolsas lanzaderas de aluminio extruido, de 23 por 4,7 metros y una capacidad de 300 m³. La operación se dirigió desde el barco Polar Prince, apoyado por tres robots submarinos ROV, que maniobraban los contenedores sobre cuatro orificios que se abrieron en el casco y que contaban con válvulas de seguridad. Estos contenedores lanzadera descendían hasta el fondo gracias a unas cadenas de lastre y, una vez llenas, ascendían flotando. Cuando llegaban a unos 60 m de profundidad se bombeaba su contenido a otro barco, un petrolero noruego de nombre Odín. Cuando se terminó el proceso de extracción, cuando solo quedaban unas 1000 toneladas de fuel adheridas a las paredes del casco, se selló el contenido con bacterias para potenciar el proceso de biodegradación que terminará por destruir todo el fuelóleo.
En la operación intervinieron también los remolcadores Esvagt Observer, Golfo de Siam, Sertosa 14 y Punta Tarifa. El coste de las labores de limpieza ascendió a 100 millones de euros. El fuel recuperado se depositó en las instalaciones de Repsol en La Coruña en espera de la decisión de los jueces.
Los tres tanques lanzadera que quedaron fueron depositados en octubre de 2004 en el puerto de Villagarcía de Arosa, de donde fueron retiradas el 2 de octubre de 2012 con destino a la base que Salvamento Marítimo posee en Fene. Aunque el presidente de la Autoridad Portuaria de Villagarcía solicitó la cesión de las piezas para una exposición permanente como símbolo incesante de la marea negra del Prestige; y el alcalde da Isla de Arosa solicitara otra para exponerla en dependencias municipales; Salvamento Marítimo se negó en todo momento. De hecho, incluso la Consejería de Pesca, según el presidente de la Autoridad Portuaria, manifestó en 2007 la intención de colocar las lanzaderas en lugares estratégicos a modo de monumentos, pero tampoco obtuvo éxito.

## Los protagonistas
| Algunos de los responsables políticos relacionados con la gestión de la catástrofe. | Algunos de los responsables políticos relacionados con la gestión de la catástrofe. |
| ----------------------------------------------------------------------------------- | ----------------------------------------------------------------------------------- |
| Francisco Álvarez Cascos.                                                           | Miguel Arias Cañete.                                                                |
| Federico Trillo.                                                                    | Manuel Fraga.                                                                       |

- Carlos del Álamo: consejero de Medio Ambiente en la Junta de Galicia entre 1997 y 2003.
- Francisco Álvarez-Cascos: ministro de Fomento entre 2000 y 2004. Fue el responsable de alejar el Prestige a mar abierto. En junio de 2003 recibió la Medalla de Galicia. En 2011 abandonó el Partido Popular.
- Arsenio Fernández de Mesa: delegado del Gobierno en Galicia desde el 2000. Fue el portavoz del Gobierno central durante los primeros días de la crisis, hasta que fue sustituido por Rajoy al ser designado este como coordinador. En 2003 fue destituido. Estuvo imputado por el juez pero rápidamente se le retiraron los cargos. En diciembre de 2011, cuando Rajoy accedió a la presidencia del Gobierno, le nombró director general de la Guardia Civil.
- Manuel Fraga Iribarne: presidente de la Junta de Galicia entre 1989 y 2005.
- José Luis López Sors: director general de la Marina Mercante. Asumió la responsabilidad de dar las órdenes necesarias para remolcar el Prestige, lo que le supuso ser el único alto cargo imputado en el juicio. Fue exonerado de toda responsabilidad en el juicio.
- Henrique López Veiga: consejero de Pesca y Asuntos Marítimos de la Junta de Galicia, entre 2001 y 2005.
- Rodolfo Martín Villa: Comisionado del Gobierno para las actuaciones derivadas de la catástrofe del Prestige, nombrado el 9 de enero de 2003.
- Jaume Matas: ministro de Medio Ambiente entre el 2000 y el 2003. Dejó el ministerio para presentarse a la presidencia de Baleares, que ostentó entre ese año y el 2007. En 2010 fue imputado por corrupción por su gestión como presidente autonómico.
- Apostolos Mangouras: capitán del Prestige y principal imputado en el juicio al considerarse que su resistencia a obedecer las órdenes de las autoridades españolas durante el rescate agravó la catástrofe. Los tribunales le encontraron culpable de desobediencia y le condenaron a una pena menor por la que no entró en la cárcel.
- Nunca Máis: plataforma ciudadana creada tras el accidente como reacción popular contra a gestión de la catástrofe por el Gobierno. Los intelectuales y artistas organizaron su propia plataforma, bajo la denominación de Burla negra.

Se fundó en Santiago de Compostela el 21 de noviembre, dos días después del hundimiento. El lema Nunca Máis —'Nunca Más'— fue propuesto por Anxo Quintana aunque ya se utilizó para la catástrofe del Mar Egeo en 1992. La bandera fue creada por el publicista Xosé María Torné. Actuaron como portavoces Manuel Rivas y Uxía Senlle, entre otros.
Desde el primer momento, Nunca Máis fue acusada de estar mediatizada por el BNG y actuar como marioneta de este partido, así como de apropiarse para fines partidistas del dinero recaudado de partir de donativos particulares. De hecho, fue el BNG quien registró en la oficina de patentes y marcas la denominación y el logotipo de la organización, aunque cedió todos los derechos a Nunca Máis.

En el País Vasco estamos padeciendo las consecuencias de grupos como Nunca Máis. Lo que estamos padeciendo es la batasunización de la sociedad por parte de ETA. Su estrategia siempre ha sido crear estructuras sociales que, sin llamarse ETA, estaban al servicio de ETA".
Jaime Mayor Oreja, 12 de febrero de 2003

- Mariano Rajoy: vicepresidente y portavoz del gobierno de Aznar entre 2000 y 2003.
- Miguel Ángel del Real Abella: capitán marítimo de La Coruña.
- Federico Trillo: ministro de Defensa entre el 2000 y el 2004.

### Apostolos Mangouras
El capitán griego del Prestige, Apostolos Mangouras, fue evacuado del barco y detenido a su llegada al aeropuerto de La Coruña. Fue acusado de desobediencia a las autoridades españolas y de delito ecológico. El Gobierno español le acusaba de haber obstaculizado las labores de remolque, y de obedecer a su armador antes que a las autoridades españolas.
El capitán del Prestige pretendía fondear el barco a unas cuatro millas de la costa, a una profundidad en la que podía largar anclas. Su objetivo era salvar la carga y el buque. Las autoridades españolas no le permitieron acercarse a la costa, obligándole a ser remolcado. La resistencia de Mangouras, que advirtió que el buque se rompería si era expuesto a un oleaje más duro, está en el origen de su encausamiento.
Mangouras ha recibido varios homenajes por parte de otros marinos. Fue candidato a "Marino del Año" en 2003, premio otorgado por el Naval Institute de Londres y por la revista marítima Lloyds, y homenajeado por compañeros de la Marina Mercante. Se quejan de que el Gobierno español lo utilizó como chivo expiatorio.

## Los juicios

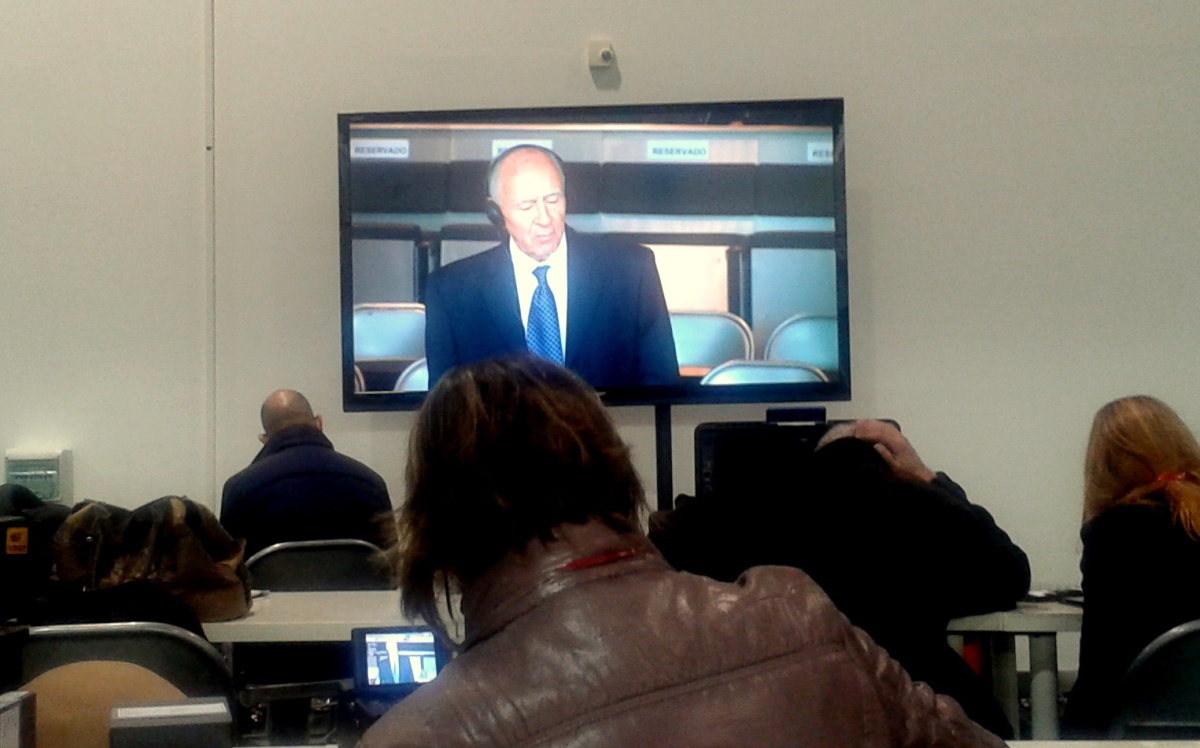
El capitán Apostolos Mangouras declara durante el juicio.

### El juicio en Estados Unidos
El Estado español presentó el 16 de mayo de 2003 una demanda contra la sociedad de clasificación del barco, la American Bureau of Shipping (ABS), ante los tribunales estadounidenses —la sede de la empresa está en los Estados Unidos—, a la que se le exigía una indemnización de 1000 millones de euros. La empresa fue la que asignó el certificado de navegabilidad al buque, que se encontraba en unas condiciones negligentes e imprudentes —véase la sección «Causa del accidente»—, y las revisiones del buque ni siquiera se habían hecho de acuerdo con las normas internas de ABS.
En 2010, la demanda fue desestimada en primera instancia y, tras el recurso, rechazada por el Tribunal de apelaciones del Segundo Circuito federal, en Nueva York, en agosto de 2012. La decisión de los jueces se basó en que la presunta negligencia e imprudencia de la empresa en las sucesivas revisiones técnicas del petrolero no se acreditaron suficientemente como la causa definitiva del accidente.

"En nuestra opinión, España ha fracasado a la hora de aportar evidencias suficientes para suscitar una disputa genuina de material fáctico y demostrar que los demandados incumplieron su deber de manera imprudente, de forma que sus acciones constituyeron una causa directa del accidente".

Este proceso en los tribunales estadounidenses le costó a España más de 30 millones de euros.

### El juicio en España
Tras una instrucción que duró nueve años —de noviembre de 2002 a noviembre de 2011– y en la que participaron directamente cinco jueces, el juicio se inició el 16 de octubre de 2012 en la Audiencia Provincial de La Coruña. En el banquillo de los acusados se sentaron los mandos del buque, el capitán Apostolos Mangouras y uno de sus hombres —otro, también acusado, estaba en paradero desconocido—, y el exdirector de la Marina Mercante José Luis López-Sors.
En octubre de 2010 la Fiscalía presentó el informe pericial definitivo, que elevó a 4442 millones de euros la indemnización exigible, correspondientes a los daños directos e indirectos de la marea negra, esto es, los daños de bienes e intereses privados y el impacto medioambiental sobre intereses públicos, de carácter más difuso. Hasta entonces, el informe provisional valoraba la indemnización en 2233,76 millones de euros: 1974,54 millones de euros para el Estado español por los daños causados por la marea negra, 172,86 millones de euros para otras administraciones españolas (Comunidades autónomas y ayuntamientos), entidades y particulares de España y 86,36 millones para el Estado francés. A pesar de que se duplicaba la cifra, el Abogado del Estado manifestó su discrepancia con la cifra.
Fue el sumario de la mayor causa jamás instruida en España por delito medioambiental, y contaba con 230 315 folios. El 'macrojuicio del Prestige', como se le denominó, tuvo que celebrarse en el recinto ferial de La Coruña debido a sus dimensiones: 2128 partes personadas, 204 declaraciones, 133 testigos, 98 peritos, 51 abogados, 21 procuradores y 3 jueces —Juan Luis Pía Iglesias, Salvador Sanz Crego y María Dolores Fernández Galiño— que celebraron 400 horas de juicio en 89 sesiones.

#### Acusación
Se acusó al capitán del barco, Apostolos Mangouras; el jefe de máquinas, Nikolaos Argyropoulos; a Ireneo Maloto, otro mando del buque en paradero desconocido; y al exdirector de la Marina Mercante José Luis López-Sors, el único cargo público imputado. El Ministerio Pública de España también presentó como responsables civiles a la propietaria del barco Mare Shipping, de Liberia, y a la armadora Universe Marine de Grecia.
Mangouras estaba acusado de desobediencia a las autoridades, pues durante horas desobedeció las órdenes de los responsables del rescate —véase «Miércoles, 13 de noviembre de 2002»—; de ignorar las advertencias meteorológicas; y de ocultar las múltiples deficiencias técnicas del barco: «Comprometió la seguridad del buque, puso en peligro la tripulación durante el colapso, obstruyó las operaciones de salvamento marítimo y provocó el derrame de fuel». El fiscal, Álvaro García Ortiz, solicitó para él una pena de 12 años de cárcel y 2233 millones de euros como indemnización, de la que respondería la aseguradora británica The London P&I. A Mangouras le asistió el letrado vasco José María Ruíz Soroa, experto en Derecho marítimo.
Al exdirector de la Marina Mercante, José Luis López-Sors, le imputó la Audiencia Provincial de La Coruña, que consideró que había «indicios racionales de criminalidad» al ordenar que el petrolero pusiera rumbo mar adentro en ese estado y perdiendo fuel. Se consideró que dar esa orden con las condiciones meteorológicas tan malas que había fue «un error clamoroso», como parte de una gestión muy desacertada.
Inicialmente hubo otros dos altos cargos imputados, Arsenio Fernández de Mesa, entonces delegado del Gobierno en Galicia, y Ángel del Real, capitán marítimo de La Coruña, pero fueron exculpados por la misma Audiencia Provincial en febrero de 2003.
Los daños ambientales que se tuvieron en cuenta fueron los más de 1600 km de costa española, desde la desembocadura del río Miño hasta la frontera con Francia, y los causados en la costa francesa, pues el Estado español asumió la representación de los intereses de Francia como acusación en el proceso.

#### Informes
El gobierno de la Junta de Galicia, del Partido Popular de Galicia, solicitó un informe a la Universidad de Santiago de Compostela, La incidencia socioeconómica del Prestige en Galicia. Este informe consideró que «la peor decisión» hubiera sido la de «tratar de introducir un buque accidentado en la Ría de Corcubión», ya que «por su estrechez, bajo calado, dirección y fuerza de las corrientes es el espacio gallego que ofrece más riesgo para una operación de este tipo». También añade que «la gestión económica institucional fue la faceta más acertada», ya que la «reparación de los daños económicos básicos –a través del pago de ayudas a los afectados- fue prácticamente inmediata», y finaliza calificando la actuación del gobierno como un «precedente ejemplar» gracias a la «unidad de acción entre la Junta y el Estado». En el plano político, este estudio fue bien recibido por las partes afines al Gobierno regional.
El 8 de enero de 2009 el informe de la Abogacía del Estado defiende la decisión, por parte del Gobierno de José María Aznar, de alejar el buque de la costa gallega como la más acertada, así como su respuesta inmediata que permitió a pescadores y mariscadores gallegos minimizar los costes de la marea negra, siendo la recuperación ambiental casi un hecho. Esta decisión no estuvo exenta de polémica, ya que la juez Carmen Vieirias afirma que "basó su decisión en la contundente defensa del alejamiento que realizó Martín Criado". Martín Criado fue el perito contratado para investigar el accidente, pero también fue uno de los asesores y defensores de Fomento durante el accidente. Este hecho fue criticado por algunas asociaciones como Nunca Máis.

#### Instrucción judicial

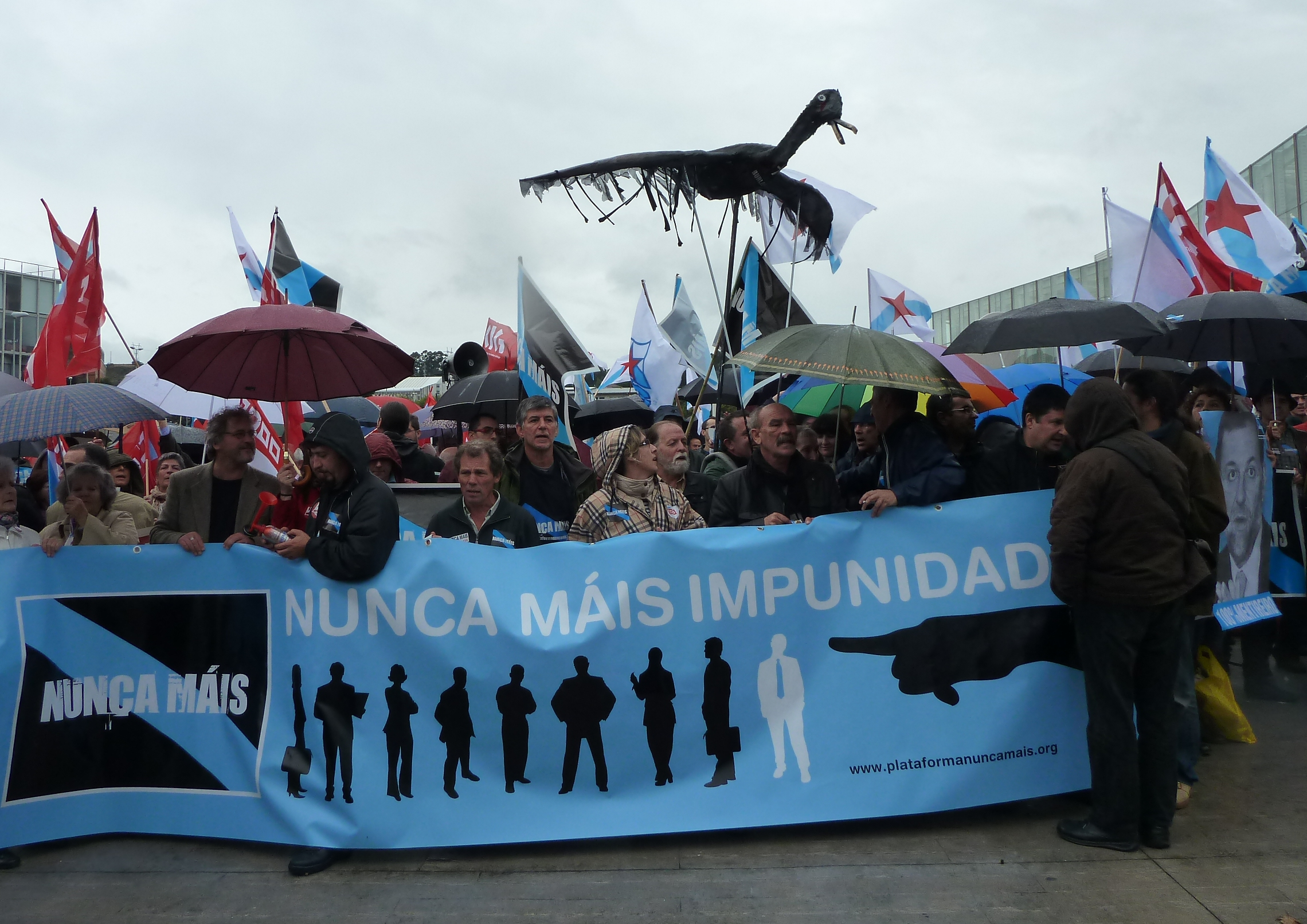
Manifestación de Nunca Máis durante el juicio, en 2012.

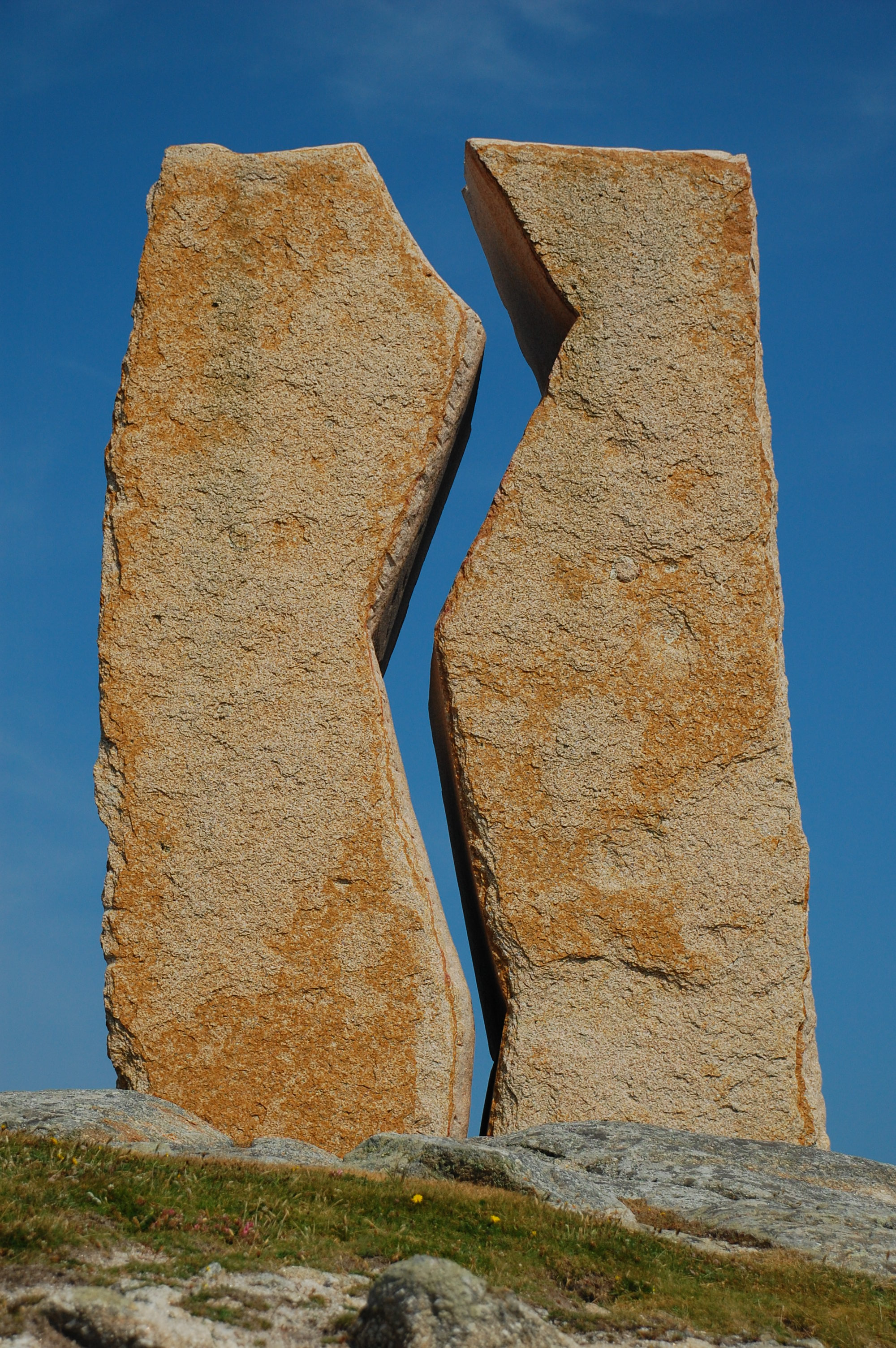
A Ferida —trad. La Herida—, escultura de Alberto Bañuelos-Fournier, de 400 toneladas de granito, en Mugía.

Fue en el Juzgado de Primera Instancia e Instrucción Número 1 de Corcubión donde desde el mismo día del accidente se instruyeron todos los procedimientos judiciales que fueron sometidos a juicio oral en la Audiencia Provincial de La Coruña años más tarde.
El 20 de marzo de 2009, siete años después del accidente, se hizo pública la conclusión del procedimiento judicial abreviado del caso, que suponía la exculpación de los responsables del Ministerio de Fomento al concluir que no hubo responsabilidad alguna en el accidente.
El auto de la jueza, Carmen Veiras, también se señala que «consta claramente» que «López-Sors recabó información sobre la situación del buque y las opciones posibles desde el primer momento» y, a la vista de la misma, «tomó la decisión de alejar el buque, puesto que las autoridades de un Estado no están obligadas a autorizar necesariamente el acceso a un puerto de refugio, y así resulta del examen de la normativa nacional e internacional [···] Hacerlo sin que la empresa salvadora presente un plan adecuado, sí sería una temeridad».
La instrucción judicial destacaba que «el rumbo 330° que inicialmente marcó la Administración española para alejar el barco de la costa parece acertada, teniendo en cuenta que se trataba de alejarlo de la costa, lo que imponía un rumbo Oeste».
El auto puntualiza que el rumbo desde las 2 de la madrugada del día 15 «lo decidió el personal de 'Smit Salvage', que únicamente tenía como límite respetar la distancia de alejamiento impuesta por las autoridades españolas»; y que, por lo tanto, «no puede imputarse a López-Sors».
Sin embargo, José Luis López-Sors acabó imputado debido a un recurso posterior a este auto.

#### Sentencia
El 13 de noviembre de 2013, tras nueve meses de juicio, la Audiencia Provincial de La Coruña resolvió la causa sin culpables, pues ninguno de los acusados fue encontrado culpable de delito ecológico. Se condenó al capitán del barco, Apostolos Mangouras, por un delito de desobediencia grave a las autoridades españolas durante las operaciones de rescate, que le supuso una condena a nueve meses de cárcel por la que nunca entró en prisión. Los otros dos miembros de la tripulación fueron exculpados, pues según la sentencia no habían actuado «ni con imprudencia, ni de forma dolosa al asumir una navegación arriesgada». Por último, el fallo judicial avaló la orden del exdirector de Marina Mercante José Luis López-Sors de llevar mar adentro el navío tras el siniestro, y le absolvió de toda culpa. Con esta última exculpación, el Estado español quedó libre de toda culpa penal y civil, ya que López-Sors fue el único representante de la Administración imputado en el juicio.
Sin embargo, la Audiencia de La Coruña sí que consideró probado que el petrolero estaba en tan malas condiciones que nunca tendría que haber obtenido los permisos para navegar, y dictaminó que «solo se podrá exigir la oportuna responsabilidad civil» por la catástrofe a la clasificadora American Bureau of Shipping (ABS) y a la armadora Universe Maritime, que las autoridades españolas no consiguieron enjuiciar —véase «El juicio en Estados Unidos»—; por aquel entonces la ley no contemplaba exigirle responsabilidad penal alguna a personas jurídicas por delitos económicos, lo que imposibilitó llevarlas a juicio. De hecho, la fiscalía valoró después de la citada sentencia el volver a intentar enjuiciar a dicha sociedad de clasificación.
Durante el desarrollo del juicio ya se había asumido que ningún acusado ingresaría en prisión, e incluso el fiscal pidió rebajar la pena de cárcel al capitán debido a su avanzada edad; se buscaba, sin embargo, determinar quién debía asumir la responsabilidad civil del accidente y hacer frente a las indemnizaciones civiles multimillonarias: la armadora y la aseguradora del buque si se encontraba culpable a la tripulación o el Estado español si se encontraba culpable a López-Sors como director de la Marina Mercante.
Así pues, puesto que no existió responsabilidad penal alguna por parte de los acusados, nadie tenía que asumir la responsabilidad civil; no existía un responsable civil a quien pedir el pago de los daños de la catástrofe, unos 4300 millones de euros. La única indemnización que se pagó fueron los 171 millones que le correspondían a los afectados del FIDAC , así como los 22 millones de euros que depositó la aseguradora del barco como fianza civil antes del juicio.

### Reacciones
Como resultado del proceso judicial las opiniones sobre éste fueron muchas y muy diversas. Sin embargo, sí que hubo una opinión muy repetida: ni siquiera se había llevado a juicio a los verdaderos responsables. De hecho, la propia sentencia dictamina que de poder exigirle la responsabilidad a alguien, esta debía ser de la sociedad de clasificación que le dio al buque los permisos para poder navegar, la American Bureau of Shipping.
Los más críticos con la sentencia judicial fueron los partidos políticos de la oposición y los grupos ecologistas. Así, el PSOE calificó de ‘vergüenza’ que ningún cargo político fuese hallado culpable, opinión que también compartía el BNG. Sin embargo, el PP se tomó la sentencia como un aval de que la gestión que habían hecho sus responsables políticos del desastre fue la «correcta y adecuada».
Por su parte el grupo ecologista Greenpeace mostró su total disconformidad con una sentencia que no incluía «ni a los verdaderos responsables políticos, ni a las empresas implicadas, y, por lo tanto, es una sentencia para cubrir el expediente que no evitará que otro Prestige sea posible». También la comunidad científica se mostró disconforme con la sentencia, pues aseguraban que la orden de alejar el barco de la costa había agravado las consecuencias del accidente.
Los expertos en derecho marítimo se mostraron ‘satisfechos’ con la sentencia, en tanto y cuanto aplicaba lo dispuesto por el derecho internacional en este tipo de casos, así como por los acuerdos internacionales en la materia suscritos por España. En todo caso, mantenían antes de conocer el resultado del juicio, se tenía que haber exigido responsabilidades a la armadora y la sociedad de clasificación por su posible imprudencia a la hora de armar un barco que no estaba en condiciones de navegar; y en definitiva fue la misma opinión que expresaron los magistrados en la sentencia.
Pero, a pesar del revuelo mediático que causó la sentencia, las poblaciones más afectadas se mostraron más bien indiferentes y se limitaron a calificar el juicio de una pantomima mediática: las playas ya estaban limpias y muchos de los afectados ya habían cobrado sus respectivas indemnizaciones a cambio de que el Estado litigase por ellos en el juicio. También la entonces defensora del Pueblo, Soledad Becerril, expresó su desagrado por la sentencia, aunque enfatizó la lentitud de la Justicia en estos casos tan mediáticos y criticó que la factura del desastre hubiese sido asumida por el Estado, todos los ciudadanos.
Sea como sea, la Fiscalía y el Estado francés decidieron recurrir la sentencia con un recurso de casación con el principal objetivo de que se valorara el delito ecológico.